# Hofheim am Taunus

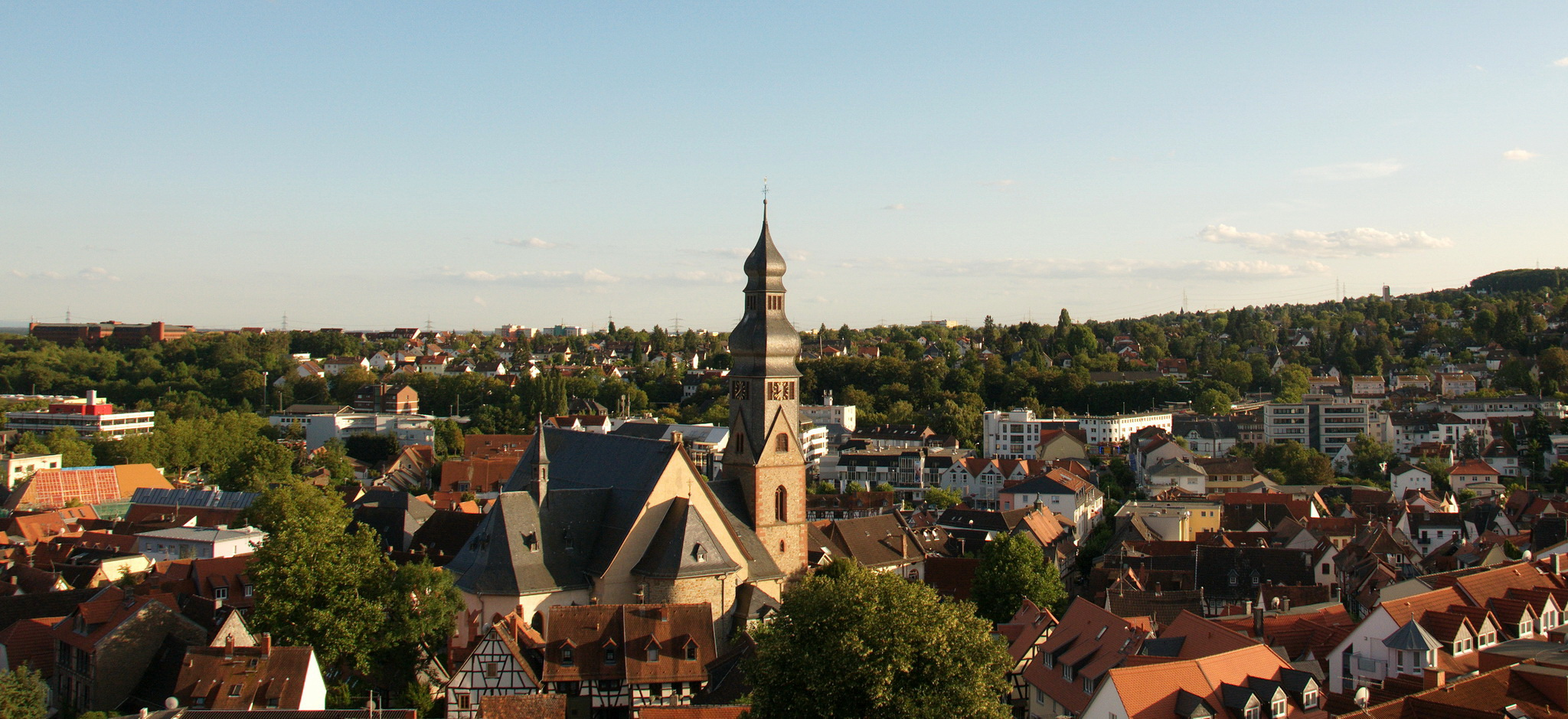
Blick über Hofheim mit der Kirche St. Peter und Paul

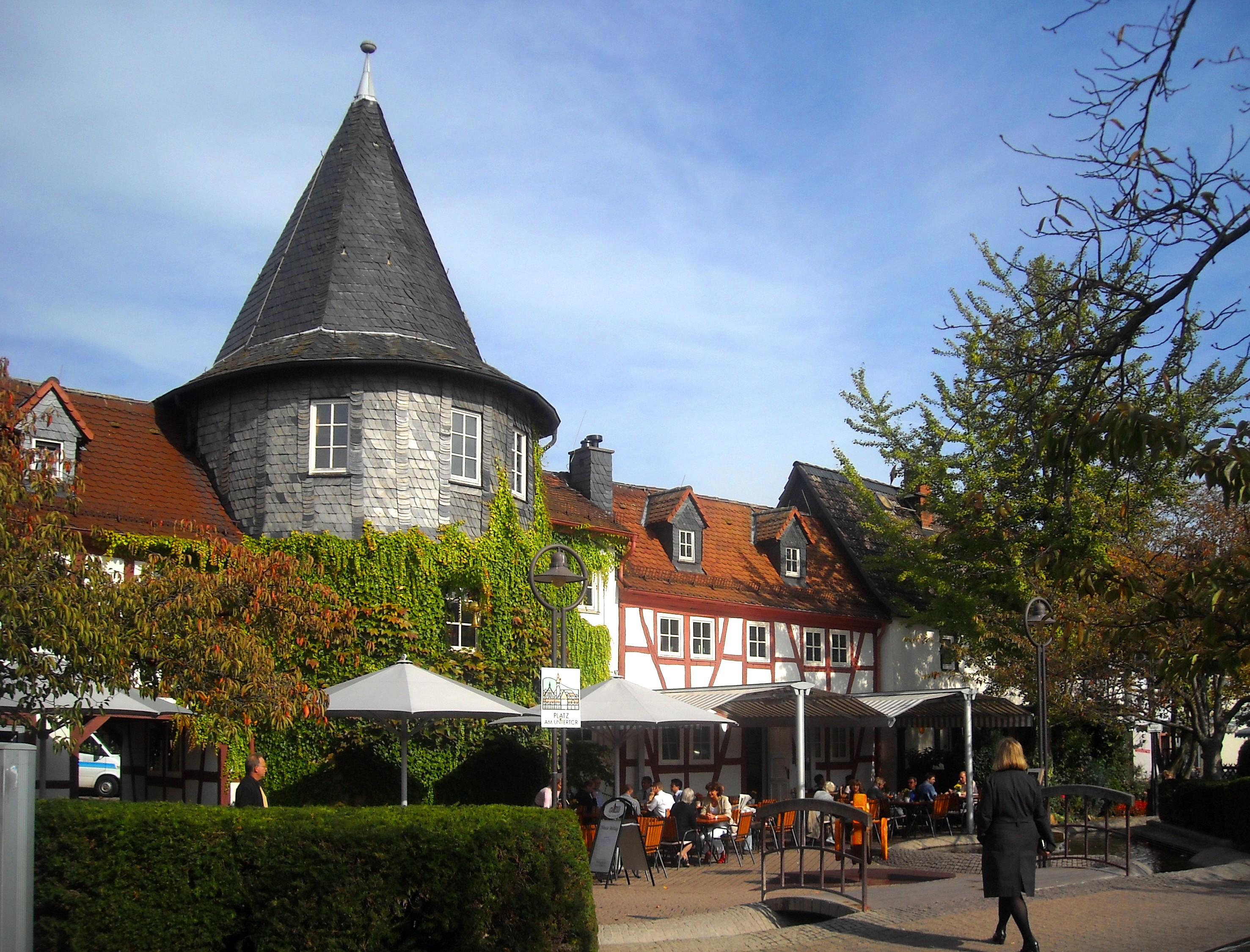
Platz am Untertor mit Resten der mittelalterlichen Stadtbefestigung

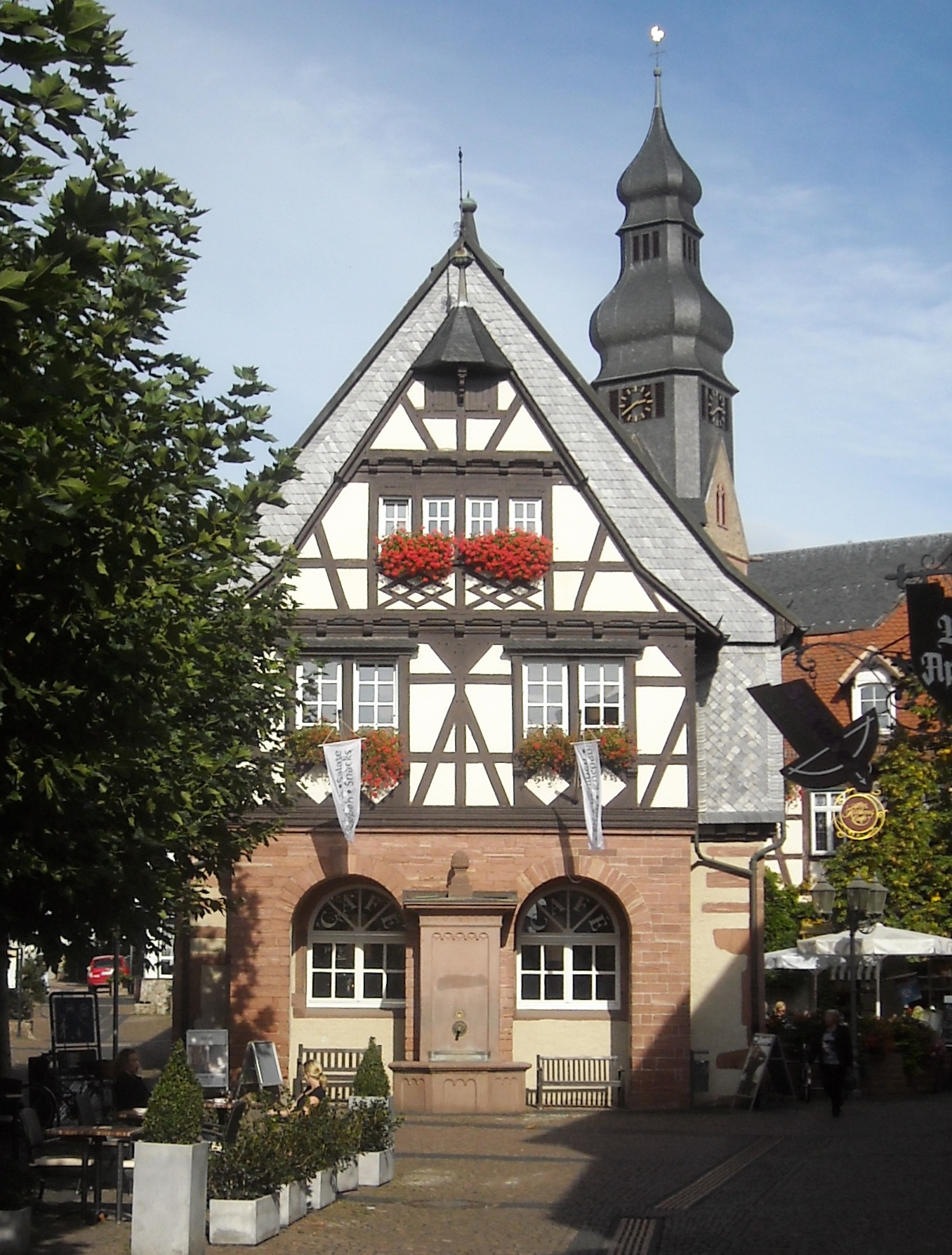
Altes Rathaus in der Hauptstraße

Hofheim am Taunus ist die Kreisstadt des hessischen Main-Taunus-Kreises im Regierungsbezirk Darmstadt mit 39.259 Einwohnern (31. Dezember 2024). Die Stadt liegt zentral im Rhein-Main-Gebiet zwischen der Landeshauptstadt Wiesbaden und Frankfurt am Main.
Die Stadt weist einen weit überdurchschnittlichen Kaufkraftindex auf.

## Geografie

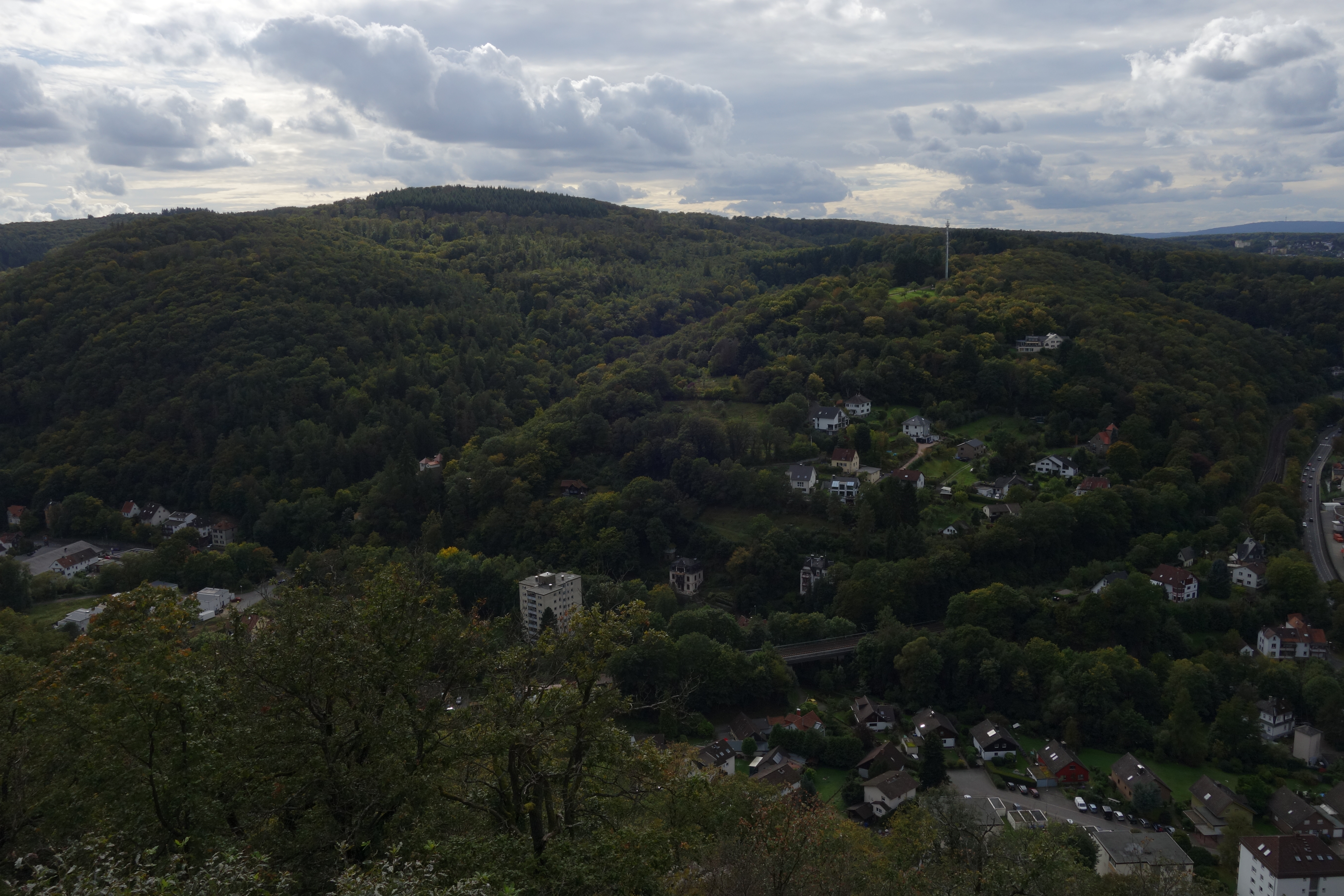
Der Berg Judenkopf ist die höchste Erhebung des Hofheimer Stadtgebiets.

### Geografische Lage
Hofheim liegt im Vordertaunus in abwechslungsreicher Mittelgebirgslandschaft. Das Ortszentrum liegt auf 135 m ü. NHN, höchste Erhebung des Hofheimer Stadtgebiets ist der Berg Judenkopf mit 410 m ü. NHN.
Die Gemeindegrenze verläuft im Westen großteils etwa entlang der Autobahn A 3 sowie im Süden nahe der A 66, im Osten neben der Bundesstraße 519. Im Norden reicht das Gemeindegebiet nahe an das Tal des Daisbachs heran, eines Zuflusses des Schwarzbachs. Letztgenannter verläuft auf Hofheimer Gemarkung durch das schmale Tal zwischen dem nach Süden abfallenden Judenkopf sowie dem parallelen Berggrat, der sich vom Staufen über Lorsbacher Kopf (308 m ü. NHN) und Kapellenberg (292 m ü. NHN) fortsetzt, ehe der Bach den Hofheimer Ortskern durchläuft.

### Nachbargemeinden
Hofheim grenzt im Norden an die Städte Eppstein und Kelkheim (Taunus), im Osten an die kreisfreie Stadt Frankfurt am Main, die Gemeinde Kriftel und die Stadt Hattersheim am Main, im Süden an die Städte Flörsheim am Main und Hochheim am Main sowie im Westen an die kreisfreie Landeshauptstadt Wiesbaden.

### Gliederung
Hofheim am Taunus besteht aus sieben Stadtteilen:
| Stadtteil         | Einwohnerzahlen (HW) Stand: 31. Dezember 2024 |
| ----------------- | --------------------------------------------- |
| Kernstadt Hofheim | 14.953                                        |
| Diedenbergen      | 4.122                                         |
| Langenhain        | 3.488                                         |
| Lorsbach          | 2.846                                         |
| Marxheim          | 9.525                                         |
| Wallau            | 4.256                                         |
| Wildsachsen       | 1.702                                         |
| Gesamt            | 41.199                                        |

## Geschichte

### Alt- und Jungsteinzeit
Die bislang ältesten Spuren menschlichen Lebens aus dem Gebiet um Hofheim stammen aus der Altsteinzeit mit dem ältesten Fund um 40.000 v. Chr. Aus der Jungsteinzeit ab ca. 5000 v. Chr. konnten Siedlungsgebiete an den Ufern des Schwarzbachs, beiderseits des heutigen Schmelzwegs und auf dem Kapellenberg nachgewiesen werden. Vor allem die Michelsberger Kultur um 4400 bis 3500 v. Chr. zeigt sich durch zahlreiche Siedlungsspuren auf dem Kapellenberg, wie die sich noch heute abzeichnende Ringwallanlage.

### Römische Antike
Um 30/40 n. Chr. wurde das Gebiet von den Römern besiedelt, die hier u. a. zur Sicherung der Wetterau, zur Absicherung des Weges zwischen Mainz und Nida im heutigen Frankfurt-Heddernheim sowie zum Schutz des Limesdreiecks das Kastell Hofheim als zweiphasige Anlage bauten – zunächst ein Erd- und ab 75 n. Chr. unter Kaiser Vespasian auch ein Steinkastell, das bis 110 n. Chr. bestand.

### Mittelalter und Neuzeit

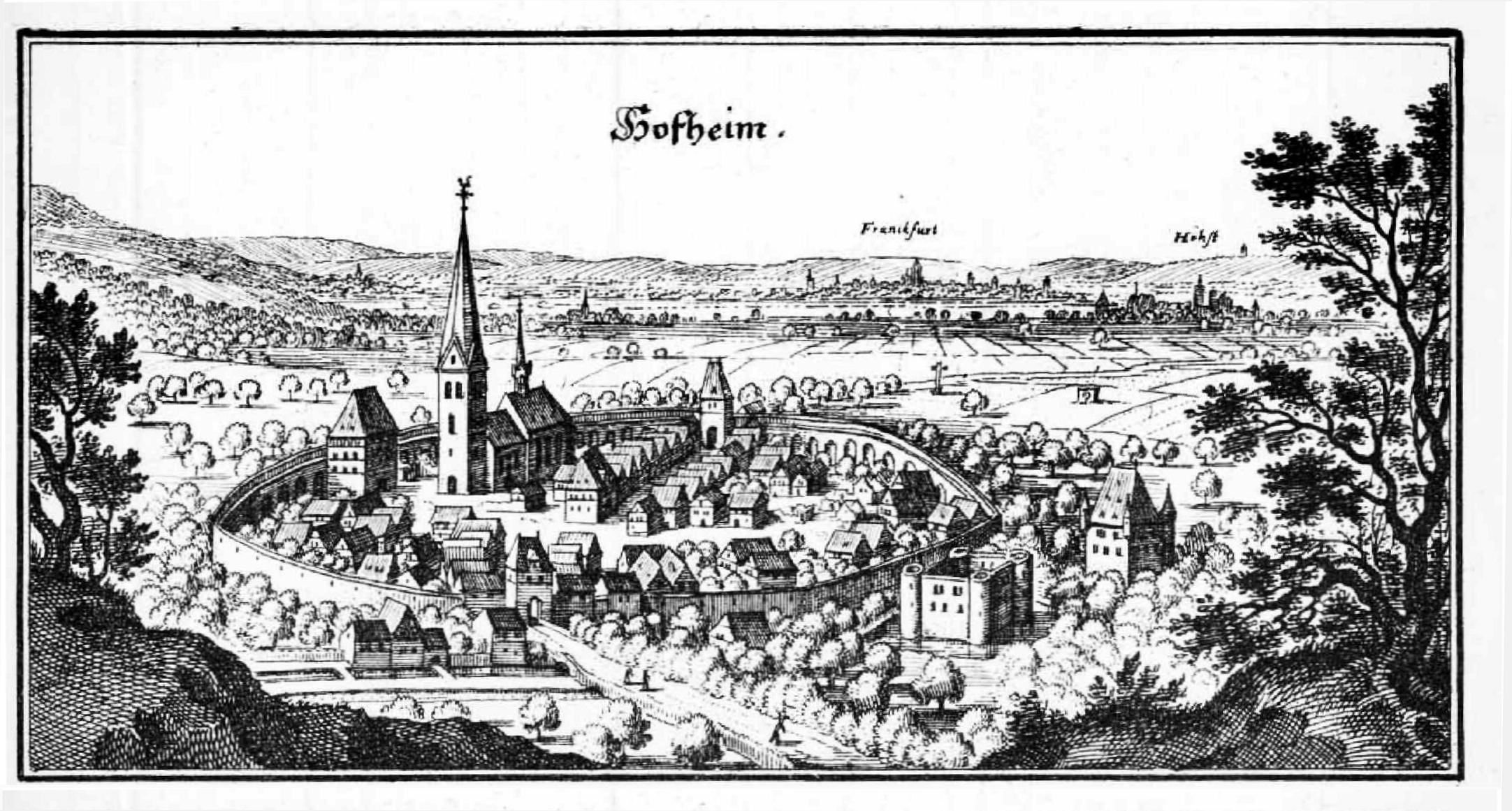
Ansicht von Hofheim aus dem Jahr 1646, Kupferstich von Matthäus Merian

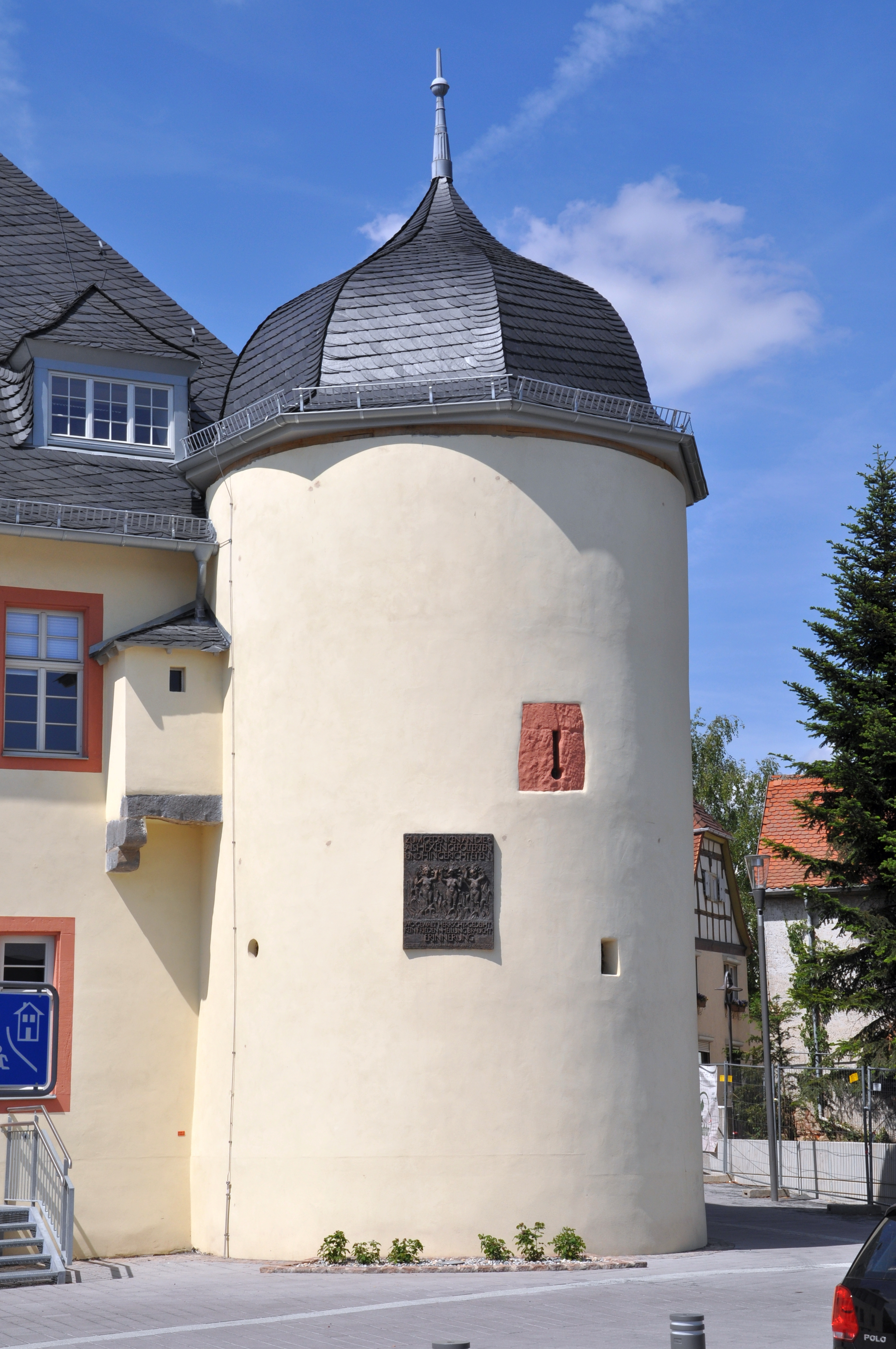
Hexenturm Hofheim

Die erste urkundliche Erwähnung erfolgte im Jahre 1254 unter dem Namen Hoveheim, das Suffix -heim deutet jedoch auf eine weit frühere fränkische Gründung hin. Hofheim gehörte Graf Philipp VI. dem Älteren von Falkenstein, als Kaiser Karl IV. am 21. März 1352 Hofheim – unter dem Namen Hobeheim – die Stadtrechte verlieh. Diese Urkunde gab den Herren über Hofheim das Recht Mauern, Tore und Brücken zu bauen, einen Galgen zu errichten, Gericht zu halten, Handwerk zu betreiben und Markt abzuhalten. Im Reichskrieg gegen Philipp den Älteren von Falkenstein (Falkensteiner Fehde) wurde die Stadt 1366 von Kurmainz erobert, dem sie bis zum Jahre 1418 unterstand. Darauf folgte die Herrschaft der Grafen von Eppstein-Königstein bis zum Erlöschen des Geschlechts im Jahr 1535. Innerhalb des 16. Jahrhunderts wechselten nur zweimal die Besitzer. 1535 bis 1574 gehörte die Herrschaft Eppstein-Königstein dem Grafen Ludwig von Stolberg, der 1540 die Reformation in Hofheim einführte, und von 1574 bis 1581 Christoph von Stolberg. Doch bereits 1559 hatte Kurfürst und Erzbischof Daniel Brendel von Homburg eine alte Pfandschaft eingelöst und dadurch Eppstein und Hofheim zurückerhalten. Nach dem Tod von Christoph von Stolberg ging 1581 auch die restliche Grafschaft Königstein an Kurmainz.
Unter der Regierung von Wolfgang von Dalberg, Erzbischof und Kurfürst von Mainz, und seinem Nachfolger Johann Adam von Bicken erreichten die Hexenprozesse in Kurmainz in der Zeit von 1588 bis 1602 in den beiden Ämtern Höchst und Hofheim ihren Höhepunkt. Aus den Resten alter Gerichtsprotokolle, den Aschaffenburger Archivresten konnten 23 Frauen ermittelt werden, die man der Hexerei anklagte, 15 von ihnen fanden den Tod auf dem Scheiterhaufen. Die Stadtverordnetenversammlung der Stadt Hofheim am Taunus beschloss am 3. November 2010 eine Rehabilitierung der wegen Hexerei verurteilten Bürger.
Noch bis zu Beginn des Jahres 1603 war der Protestantismus die vorherrschende Religion unter den Einwohnern trotz Zugehörigkeit der Stadt zu dem katholischen Kurmainz. Erst im Juni dieses Jahres wurde der evangelische Pastor durch einen katholischen Pfarrer ersetzt. Im Dreißigjährigen Krieg besetzten, plünderten und verwüsteten spanische, bayrische, schwedische und französische Truppen die Stadt und die heutigen Stadtteile. Einwohner wurden gefoltert, damit sie die Verstecke von Vieh, Pferden und Hausrat preisgaben. Neben Hungersnöten brachen immer wieder Epidemien aus und 1635 verbreitete sich die Pest in der Region. In Hofheim sank die Zahl der Männer (Bürger) 1635 von 76 und 13 Witwen innerhalb von vier Jahren auf 27 Personen (keine Unterteilung in Männer und Witwen). Am Ende des Dreißigjährigen Krieges 1648 zählte man schließlich 40 Männer und 4 Witwen. Kinder, Frauen und Beisassen sind bei Zählungen prinzipiell nicht erfasst worden. Ab 1665 wütete die Pest in Mainz und Frankfurt sowie in der Region des heutigen Main-Taunus-Kreises. Im darauffolgenden Jahr war Hofheim immer noch pestfrei und am 3. Juli 1666 führte Pfarrer Gleidener die Einwohner in einer Prozession auf den „Rabberg“ (heute Kapellenberg), um ein Gelübde abzulegen: Wenn die Stadt von der Pest verschont bliebe, sollte zu Ehren der Heiligen Jungfrau Maria an dieser Stelle eine Kapelle errichtet werden. Die Kapelle wurde 1667 errichtet und 1774 durch einen Nachfolgebau ersetzt.
Mit dem Beginn der Französischen Revolution 1789 endete für Hofheim eine 26-jährige Friedensperiode. Die Bevölkerung war zu einem bescheidenen Wohlstand gekommen und auf Tausend Einwohner angewachsen. Mit der Besetzung der Stadt Mainz durch französische Revolutionstruppen und schließlich der Stadt Frankfurt 1792 begann für die Hofheimer ein jahrelanger Leidensprozess. Wechselnde Truppendurchmärsche und Einquartierungen brachten Plünderungen, Hungersnöte und Epidemien.
Im Reichsdeputationshauptschluss von 1803 fiel Hofheim an das Fürstentum Nassau-Usingen. 1806 erfolgte die Vereinigung mit dem Fürstentum Nassau-Weilburg. Gemeinsam bildeten sie das Herzogtum Nassau. 1866 wurde dieses von Preußen annektiert und existierte fortan als Provinz Hessen-Nassau. Nachdem Hofheim lange Zeit verkehrsmäßig im Abseits gelegen war, wurde die Stadt von 1874 bis 1877 mit dem Bau der Main-Lahn-Bahn zwischen Frankfurt und Limburg an das Eisenbahnnetz angeschlossen. Ein erneuter wirtschaftlicher Aufschwung begann. Auch für die Taunus-Touristen aus Frankfurt war Hofheim durch die Bahnverbindung interessant geworden.

### 20./21. Jahrhundert

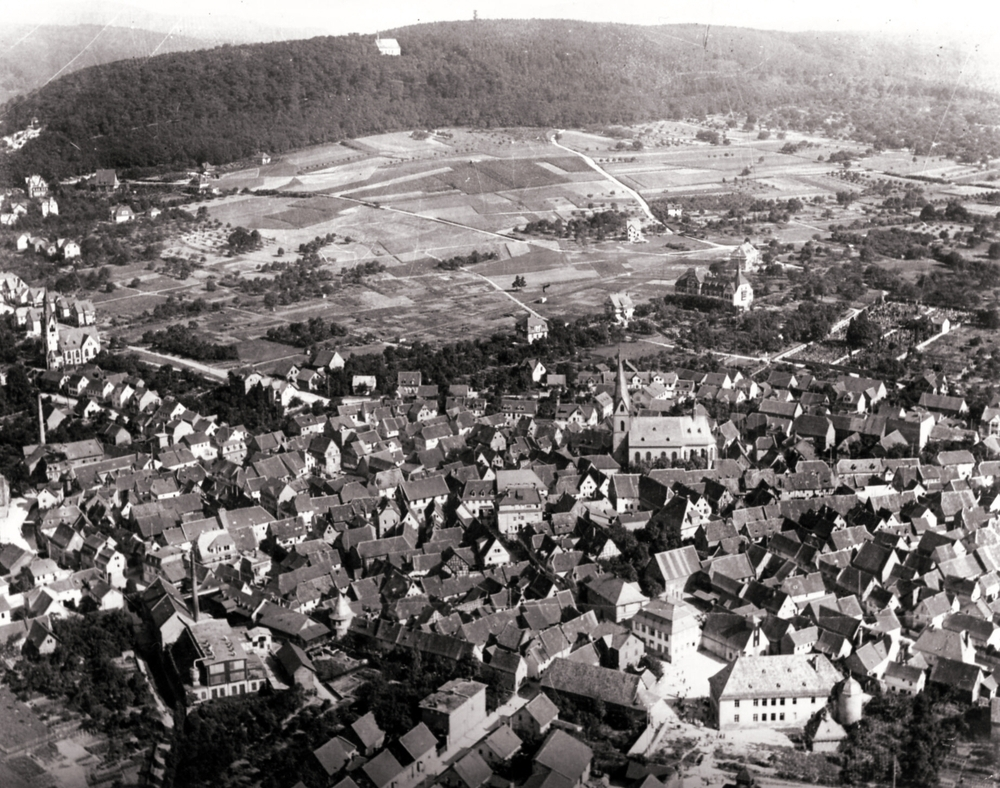
Luftbildaufnahme von 1914

Der Erste Weltkrieg 1914–1918 forderte seine Opfer: 121 Männer fielen bei Kriegshandlungen. Zahlreiche Einwohner, vor allem Kinder, starben an den Folgen der Unterernährung. Nach dem Waffenstillstandsvertrag vom 11. November 1918 folgte bereits ab dem 2. Dezember eine Besetzung Hofheims durch französische Truppen, die bis 1929 (offiziell bis 1930) andauerte (→ Alliierte Rheinlandbesetzung). Hofheim lag innerhalb des Dreißig-Kilometer-Radius um Mainz, der von deutschen Soldaten – gemäß den Forderungen der Sieger – befreit sein musste. In diesen Zonen lagen die Städte Köln und Koblenz, das Gebiet rechts des Rheins und die Stadt Kehl (letztere mit kleinerem Radius).
1933 erfolgte auch in Hofheim die Machtübernahme durch die Nationalsozialisten. Bei der Reichstagswahl am 5. März stimmten in Hofheim 36,91 % der Einwohner für die NSDAP. Bei den Kommunalwahlen am 12. März 1933 erreichte diese 6 von 12 Sitzen. Die weiteren Sitze entfielen auf die SPD (3) und die Zentrumspartei (3). Am 22. Juni wurde die SPD verboten, die Zentrumspartei löste sich unter massivem Druck am 5. Juli auf. Somit war die NSDAP die einzig verbliebene Partei im Hofheimer Stadtparlament und ab 24. Juli sowieso per Gesetz die einzig zugelassene Partei im Deutschen Reich.
Bis zum 11. April 1933 waren im Main-Taunus-Kreis in 13 Gemeinden die bisherigen Bürgermeister durch NSDAP-Angehörige ersetzt worden. Seit 1920 übte Oskar Meyrer das Bürgermeisteramt in Hofheim aus und sollte es bis zu seinem Tod am 1. August 1942 behalten. Danach wurde die Stelle nicht wieder besetzt, sondern durch den Ortsgruppenleiter Georg Kaufmann vertretungsweise weiter ausgeübt.
Bereits mit der Machtübernahme begannen Diskriminierung und Verfolgung von Kommunisten, Sozialdemokraten, Mitgliedern der Bekennenden Kirche und vor allem von jüdischen Einwohnern. Seit dem Mittelalter hatte es eine jüdische Gemeinde gegeben. Um 1800 war von den Mitgliedern eine Synagoge im ehemaligen Wehrturm/Büttelturm eingerichtet worden. 1933 umfasste die Gemeinde etwa 35 Mitglieder. In der Nacht vom 9. zum 10. November 1938 (Reichspogromnacht) wurde diese Synagoge verwüstet. Aufgrund der engen Bebauung in der Altstadt hatte man auf das Anzünden verzichtet. Ein ähnliches Schicksal widerfuhr der Synagoge in Wallau (seit 1977 ein Stadtteil von Hofheim). Durch Emigration ins Ausland konnten sich nur einige Einwohner retten, die anderen wurden deportiert und wurden in Konzentrationslagern ermordet.
Nach dem Ende des Zweiten Weltkrieges kam Hofheim an das neu gegründete Land Hessen.
Zum 1. Januar 1980 wurde Hofheim im Taunus neue Kreisstadt des Main-Taunus-Kreises, der endgültige Umzug erfolgte allerdings erst im Jahre 1987 mit der Fertigstellung des neuen Kreishauses in Hofheim, zuvor befand sich der Verwaltungssitz im Frankfurter Stadtteil Höchst, der bis zur Eingemeindung nach Frankfurt im Jahre 1928 als selbständige Stadt Höchst am Main Teil des Kreises war.
Im Jahre 1988 war die Stadt Hofheim 28. Hessentagsstadt.
In den Jahren 2008 bis 2014 wurden in Hofheim und den Stadtteilen Marxheim, Diedenbergen, Wallau und Langenhain durch den Künstler Gunter Demnig 89 Stolpersteine für Opfer des Nationalsozialismus verlegt.

### Eingemeindungen

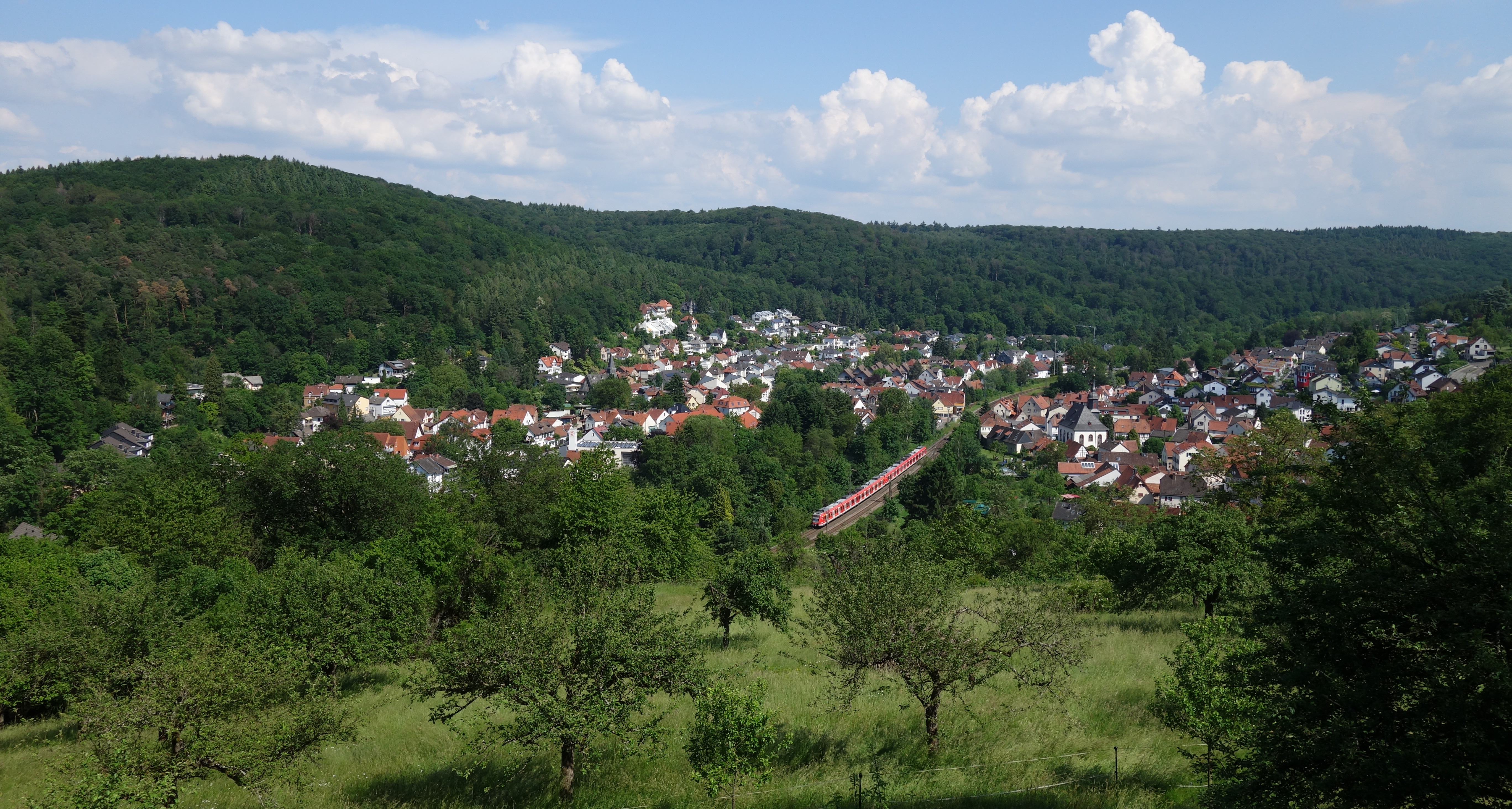
Blick auf Lorsbach vom Turm am Ringwall. Oben links der 308 m hohe Lorsbacher Kopf, dessen südliche Verlängerung nach rechts in den Kapellenberg übergeht; in Bildmitte eine S-Bahn der Linie S2.

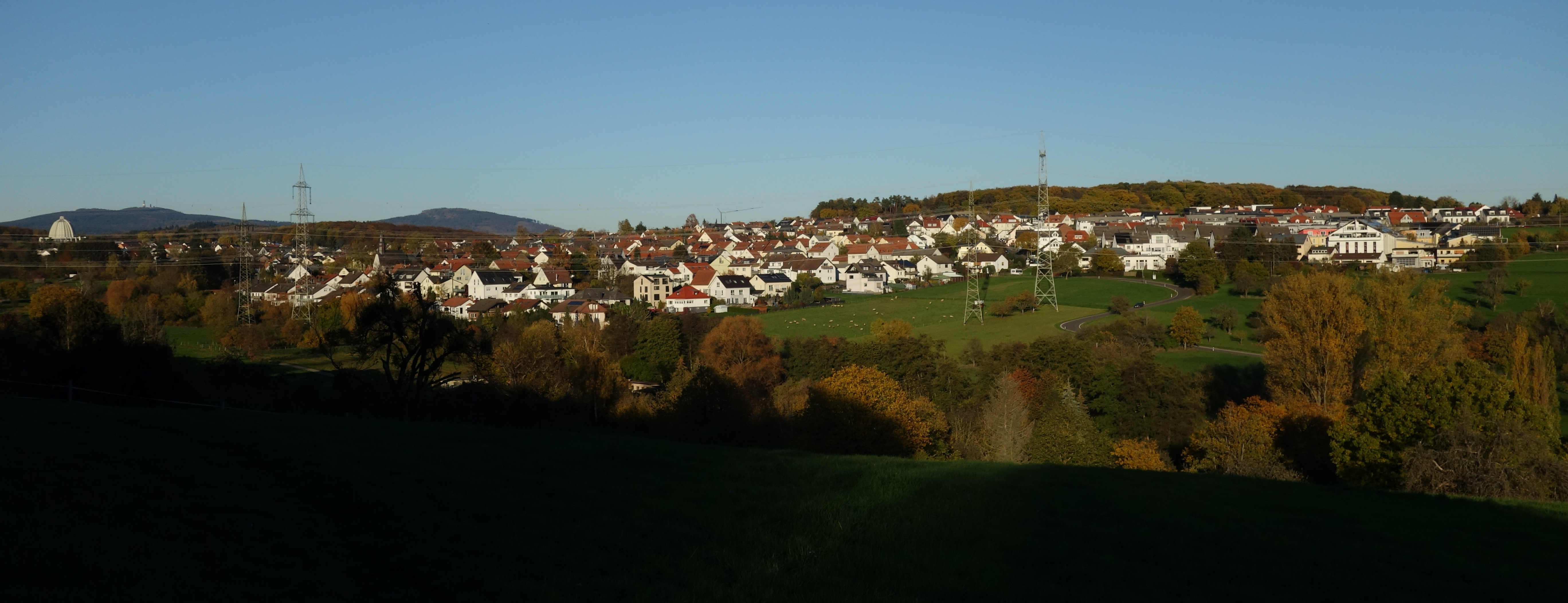
Ortsteil Langenhain aus Richtung Westen, links am Bildrand der Bahai-Tempel

Im Jahre 1938 wurde Marxheim eingemeindet. Im Zuge der Gebietsreform in Hessen folgte auf freiwilliger Basis die Eingliederung weiterer bis dahin selbständiger Gemeinden: am 31. Dezember 1971 Langenhain, am 1. April 1972 Diedenbergen und am 1. Juli 1972 Lorsbach. Kraft Landesgesetz folgten am 1. Januar 1977 Wallau und Wildsachsen. Für alle Stadtteile und die Kernstadt wurden Ortsbezirke mit Ortsbeirat und Ortsvorsteher nach der Hessischen Gemeindeordnung gebildet.

### Verwaltungsgeschichte im Überblick
Die folgende Liste zeigt die Staaten und deren nachgeordnete Verwaltungseinheiten, denen Hofheim angehörte:
- 1400: Heiliges Römisches Reich, Kurmainz, Amt Hofheim
- 1668: Heiliges Römisches Reich, Kurmainz, Amt und Kellerei Hofheim
- ab 1781: Heiliges Römisches Reich, Kurmainz, Oberamt Höchst und Königstein, Amtsvogtei Hofheim
- ab 1806: Herzogtum Nassau, Amt Höchst
- ab 1849: Herzogtum Nassau, Kreisamt Höchst
- ab 1854: Herzogtum Nassau, Amt Höchst
- ab 1867: Königreich Preußen, Provinz Hessen-Nassau, Regierungsbezirk Wiesbaden, Mainkreis
- ab 1886: Königreich Preußen, Provinz Hessen-Nassau, Regierungsbezirk Wiesbaden, Kreis Wiesbaden
- ab 1871: Deutsches Reich, Königreich Preußen, Provinz Hessen-Nassau, Regierungsbezirk Wiesbaden, Kreis Wiesbaden
- ab 1919: Deutsches Reich, Hilfskreis Wiesbaden in der französischen Besatzungszone
- ab 1928: Deutsches Reich, Freistaat Preußen, Provinz Hessen-Nassau, Regierungsbezirk Wiesbaden, Main-Taunus-Kreis
- ab 1944: Deutsches Reich, Freistaat Preußen, Provinz Nassau, Main-Taunus-Kreis
- ab 1945: Amerikanische Besatzungszone, Groß-Hessen, Regierungsbezirk Wiesbaden, Main-Taunus-Kreis
- ab 1946: Amerikanische Besatzungszone, Hessen, Regierungsbezirk Wiesbaden, Main-Taunus-Kreis
- ab 1949: Bundesrepublik Deutschland, Hessen, Regierungsbezirk Wiesbaden, Main-Taunus-Kreis
- ab 1968: Bundesrepublik Deutschland, Hessen, Regierungsbezirk Darmstadt, Main-Taunus-Kreis

## Bevölkerung

### Einwohnerstruktur 2011
Nach den Erhebungen des Zensus 2011 lebten am Stichtag, dem 9. Mai 2011, in Hofheim am Taunus 37842 Einwohner. Nach dem Lebensalter waren 6885 Einwohner unter 18 Jahren, 15.999 zwischen 18 und 49, 7602 zwischen 50 und 64 und 7356 Einwohner waren älter. Unter den Einwohnern waren 3414 (9,0 %) Ausländer, von denen 1509 aus dem EU-Ausland, 1073 aus anderen europäischen Ländern und 830 aus anderen Staaten kamen. Von den deutschen Einwohnern hatten 6,9 % einen Migrationshintergrund. (Bis zum Jahr 2020 erhöhte sich die Ausländerquote auf 13,1 %.) Die Einwohner lebten in 17133 Haushalten. Davon waren 5577 Singlehaushalte, 5118 Paare ohne Kinder und 4677 Paare mit Kindern, sowie 1422 Alleinerziehende und 342 Wohngemeinschaften. In 3702 Haushalten lebten ausschließlich Senioren und in 11.892 Haushaltungen lebten keine Senioren.

### Einwohnerentwicklung
| Quelle: Historisches Ortslexikon |                                       |
| • 1609:                          | 71 Bürger mit 169 Kindern             |
| • 1633:                          | 76 Bürger, 13 Witwen                  |
| • 1639:                          | 27 Bürger                             |
| • 1650:                          | 55 Hausgesesse                        |
| • 1656:                          | 49 Bürger, 14 Beisassen               |
| • 1660:                          | 77 Hausgesesse (davon 60 Bürger)      |
| • 1680:                          | 77 Bürger                             |
| • 1712:                          | 174 Haushalte (157 Bürger, 17 Witwen) |

| Hofheim am Taunus: Einwohnerzahlen von 1724 bis 2023 | Hofheim am Taunus: Einwohnerzahlen von 1724 bis 2023 | Hofheim am Taunus: Einwohnerzahlen von 1724 bis 2023 | Hofheim am Taunus: Einwohnerzahlen von 1724 bis 2023 | Hofheim am Taunus: Einwohnerzahlen von 1724 bis 2023 |
| --- | ---------------------------------------------------- | ---------------------------------------------------- | ---------------------------------------------------- | ---------------------------------------------------- |
| Jahr |                                                      |                                                      |                                                      | Einwohner                                            |
| 1724 | 1724                                                 |                                                      | 1.060                                                | 1.060                                                |
| 1781 | 1781                                                 |                                                      | 1.050                                                | 1.050                                                |
| 1799 | 1799                                                 |                                                      | 1.124                                                | 1.124                                                |
| 1817 | 1817                                                 |                                                      | 1.220                                                | 1.220                                                |
| 1830 | 1830                                                 |                                                      | 1.541                                                | 1.541                                                |
| 1834 | 1834                                                 |                                                      | 1.635                                                | 1.635                                                |
| 1840 | 1840                                                 |                                                      | 1.734                                                | 1.734                                                |
| 1846 | 1846                                                 |                                                      | 2.008                                                | 2.008                                                |
| 1852 | 1852                                                 |                                                      | 1.847                                                | 1.847                                                |
| 1858 | 1858                                                 |                                                      | 1.858                                                | 1.858                                                |
| 1864 | 1864                                                 |                                                      | 1.626                                                | 1.626                                                |
| 1871 | 1871                                                 |                                                      | 1.934                                                | 1.934                                                |
| 1875 | 1875                                                 |                                                      | 2.097                                                | 2.097                                                |
| 1885 | 1885                                                 |                                                      | 2.309                                                | 2.309                                                |
| 1895 | 1895                                                 |                                                      | 2.597                                                | 2.597                                                |
| 1905 | 1905                                                 |                                                      | 3.350                                                | 3.350                                                |
| 1910 | 1910                                                 |                                                      | 4.039                                                | 4.039                                                |
| 1925 | 1925                                                 |                                                      | 4.968                                                | 4.968                                                |
| 1939 | 1939                                                 |                                                      | 7.562                                                | 7.562                                                |
| 1946 | 1946                                                 |                                                      | 9.226                                                | 9.226                                                |
| 1950 | 1950                                                 |                                                      | 10.179                                               | 10.179                                               |
| 1956 | 1956                                                 |                                                      | 11.970                                               | 11.970                                               |
| 1961 | 1961                                                 |                                                      | 14.178                                               | 14.178                                               |
| 1967 | 1967                                                 |                                                      | 17.519                                               | 17.519                                               |
| 1970 | 1970                                                 |                                                      | 18.552                                               | 18.552                                               |
| 1973 | 1973                                                 |                                                      | 30.970                                               | 30.970                                               |
| 1975 | 1975                                                 |                                                      | 32.238                                               | 32.238                                               |
| 1980 | 1980                                                 |                                                      | 33.197                                               | 33.197                                               |
| 1985 | 1985                                                 |                                                      | 33.847                                               | 33.847                                               |
| 1990 | 1990                                                 |                                                      | 35.277                                               | 35.277                                               |
| 1995 | 1995                                                 |                                                      | 36.245                                               | 36.245                                               |
| 2000 | 2000                                                 |                                                      | 37.441                                               | 37.441                                               |
| 2005 | 2005                                                 |                                                      | 37.861                                               | 37.861                                               |
| 2010 | 2010                                                 |                                                      | 38.253                                               | 38.253                                               |
| 2011 | 2011                                                 |                                                      | 37.842                                               | 37.842                                               |
| 2015 | 2015                                                 |                                                      | 39.476                                               | 39.476                                               |
| 2020 | 2020                                                 |                                                      | 39.905                                               | 39.905                                               |
| 2023 | 2023                                                 |                                                      | 39.326                                               | 39.326                                               |
| Datenquelle: Historisches Gemeindeverzeichnis für Hessen: Die Bevölkerung der Gemeinden 1834 bis 1967. Wiesbaden: Hessisches Statistisches Landesamt, 1968. Weitere Quellen: LAGIS; Hessisches Statistisches Informationssystem; Zensus 2011 Nach 1970 einschließlich der im Zuge der Gebietsreform in Hessen eingegliederten Orte. |                                                      |                                                      |                                                      |                                                      |

### Religion und Konfessionszugehörigkeit
| • 1961: | 5625 evangelische (= 39,7 %), 7945 katholische (= 56,0 %) Einwohner                                 |
| • 1987: | 14.707 evangelische (= 42,9 %), 13.048 katholische (= 38,1 %), 6501 sonstige (= 19,0 %) Einwohner   |
| • 2011: | 13.390 evangelische (= 35,4 %), 10.580 katholische (= 28,0 %), 13.872 sonstige (= 36,6 %) Einwohner |

Auf dem Stadtgebiet Hofheims gibt es seit der Eingemeindung Langenhains 1971 ein europaweit einmaliges Gebäude religiöser Integration. Das europäische Zentrum des Bahaitum öffnete 1964 mit dem Bahai-Tempel einen Raum, den jeder zur Kontemplation aufsuchen kann.

## Politik

### Stadtverordnetenversammlung
Die Kommunalwahl am 14. März 2021 lieferte folgendes Ergebnis, in Vergleich gesetzt zu früheren Kommunalwahlen:
| Stadtverordnetenversammlung – Kommunalwahlen 2021 | Stadtverordnetenversammlung – Kommunalwahlen 2021                                                     |
| --- | --- |
| Stimmenanteil in %Wahlbeteiligung: 56,9 % 403020100 32,923,413,59,48,26,55,5 CDUGrüneSPDFWGBfHFDPLinkeGewinne und Verlusteim Vergleich zu 2016 %p 8 6 4 2 0 −2 −4 −6 −8+3,3+7,3−6,7−1,7+4,0−1,8−0,4CDUGrüneSPDFWGBfHFDPLinke | SitzverteilungInsgesamt 45 Sitze - Linke: 2 - SPD: 6 - Grüne: 11 - BfH: 4 - FDP: 3 - FWG: 4 - CDU: 15 |

| Parteien und Wählergemeinschaften | Parteien und Wählergemeinschaften           | 2021 | 2021  | 2016 | 2016  | 2011 | 2011  | 2006 | 2006  | 2001 | 2001  | 1997 | 1997  |
| Parteien und Wählergemeinschaften | Parteien und Wählergemeinschaften           | % a  | Sitze | %    | Sitze | %    | Sitze | %    | Sitze | %    | Sitze | %    | Sitze |
| --------------------------------- | ------------------------------------------- | ---- | ----- | ---- | ----- | ---- | ----- | ---- | ----- | ---- | ----- | ---- | ----- |
| CDU                               | Christlich Demokratische Union Deutschlands | 32,9 | 15    | 29,6 | 13    | 37,3 | 17    | 42,5 | 19    | 41,0 | 18    | 35,8 | 16    |
| Grüne                             | Bündnis 90/Die Grünen                       | 23,4 | 11    | 16,1 | 7     | 23,2 | 10    | –    | –     | –    | –     | –    | –     |
| SPD                               | Sozialdemokratische Partei Deutschlands     | 13,5 | 6     | 20,2 | 9     | 22,6 | 10    | 20,7 | 9     | 27,8 | 13    | 26,8 | 12    |
| FWG                               | Freie Wählergemeinschaft Hofheim            | 9,4  | 4     | 11,1 | 5     | 6,8  | 3     | 10,0 | 5     | 11,2 | 5     | 19,2 | 9     |
| BfH                               | Bürger für Hofheim                          | 8,2  | 4     | 4,2  | 2     | 4,0  | 2     | 5,0  | 2     | 3,8  | 2     | –    | –     |
| FDP                               | Freie Demokratische Partei                  | 6,5  | 3     | 8,3  | 4     | 3,8  | 2     | 7,8  | 4     | 4,8  | 2     | 5,6  | 2     |
| Linke                             | Die Linke                                   | 5,5  | 2     | 5,9  | 3     | 2,3  | 1     | –    | –     | –    | –     | –    | –     |
| WfM                               | Wir für Marxheim                            | 0,8  | 0     | –    | –     | –    | –     | –    | –     | –    | –     | –    | –     |
| WG Wallau                         | Wählergemeinschaft Wallau                   | –    | –     | 4,7  | 2     | –    | –     | –    | –     | –    | –     | –    | –     |
| GOHL                              | Die Grünen – Offene Hofheimer Liste         | –    | –     | –    | –     | –    | –     | 14,1 | 6     | 11,3 | 5     | 12,6 | 6     |
| Ungültige Stimmen in %            | Ungültige Stimmen in %                      | 2,9  | –     | 3,2  | –     | 3,9  | –     | 3,8  | –     | 2,4  | –     | 3,4  | –     |
| Gesamtzahl Sitze                  | Gesamtzahl Sitze                            | 45   | 45    | 45   | 45    | 45   | 45    | 45   | 45    | 45   | 45    | 45   | 45    |
| Wahlbeteiligung in Prozent        | Wahlbeteiligung in Prozent                  | 56,9 | 56,9  | 55,8 | 55,8  | 51,9 | 51,9  | 46,8 | 46,8  | 56,3 | 56,3  | 64,7 | 64,7  |

### Bürgermeister und Magistrat
Nach der hessischen Kommunalverfassung wird der Bürgermeister für eine sechsjährige Amtszeit gewählt, seit dem Jahr 1993 in einer Direktwahl, und ist Vorsitzender des Magistrats, dem in der Stadt Hofheim am Taunus neben dem Bürgermeister hauptamtlich ein Erster Stadtrat und ein weiterer Stadtrat sowie ehrenamtlich zwölf Stadträte angehören. Bürgermeister ist seit dem 13. September 2019 Christian Vogt (CDU). Er wurde als Nachfolger von Gisela Stang (SPD), die nach drei Amtszeiten nicht wieder kandidiert hatte, am 7. April 2019 in einer Stichwahl bei 42,9 % Wahlbeteiligung mit 58,3 % der Stimmen gewählt.
Bei der Bürgermeister-Stichwahl am 30. März 2025 unterlag Amtsinhaber Vogt dem Herausforderer Wilhelm Schultze, der bei einer Wahlbeteiligung von 49,2 % insgesamt 58,5 % der Stimmen erhielt. Schultze, der der unabhängigen Bürgervereinigung Bürger für Hofheim angehört, wird sein Amt am 15. September 2025 antreten.
Amtszeiten der Bürgermeister
- seit 2019 Christian Vogt (CDU)[32]
- 2001–2019 Gisela Stang (SPD)
- 1989–2001 Rolf Felix (CDU) (1938–2013)[37]
- 1973–1989 Friedrich Flaccus (CDU) (1930–2013)[38]
- 1953–1973 Werner Schwichtenberg (1905–2005)[39]

Magistrat
Der Magistrat ist als Kollegialorgan die Verwaltungsbehörde der Stadt. Er besteht aus dem Bürgermeister als Vorsitzenden, dem Ersten Stadtrat und weiteren Stadträten. In der Praxis besteht die weit überwiegende Mehrheit des Magistrats aus ehrenamtlichen Mitgliedern. Die Zahl der hauptamtlichen Stadträte darf die der ehrenamtlichen jedenfalls nicht übersteigen.
Der Magistrat besorgt die laufende Verwaltung und wird von den Bediensteten der Stadt unterstützt. Diese stellt er ein, befördert und entlässt sie. Er trifft die Entscheidungen zu laufenden Verwaltungsangelegenheiten, bereitet gemeinsam mit der Verwaltung die Beschlüsse der Stadtverordnetenversammlung vor und führt diese aus. Er wirkt mit bei der Ausführung der Gesetze und Verordnungen innerhalb der Stadt, bei der Verwaltung des Vermögens, bei der Erstellung des Haushaltsplanes sowie bei der Überwachung des Kassen- und Rechnungswesens. Auch die Wahrung der Bürgerinteressen ist seine Aufgabe. Er vertritt die Gemeinde nach außen, führt den Schriftwechsel und vollzieht die Gemeindeurkunden. Er tagt unter Vorsitz des Bürgermeisters in nicht-öffentlichen Sitzungen. An den Sitzungen der Stadtverordnetenversammlung nimmt der Magistrat ohne Stimmrecht teil.
Die ehrenamtlichen Stadträte werden von der Stadtverordnetenversammlung in oder bald nach der konstituierenden Sitzung für die fünfjährige Wahlperiode bis zur nächsten Kommunalwahl in den Magistrat gewählt. Für die Dauer ihrer Wahlzeit werden sie zu Ehrenbeamten ernannt und können zwar zurücktreten, aber im Gegensatz zu hauptamtlichen Magistratsmitgliedern nicht abgewählt werden. Die Stärke der in der Stadtverordnetenversammlung vertretenen Fraktionen spiegelt sich grundsätzlich in der Zusammensetzung des ehrenamtlichen Magistrats wider.
Hauptamtliche Stadträte werden von der Stadtverordnetenversammlung auf die Dauer von sechs Jahren als Wahlbeamte gewählt. In Hofheim am Taunus gibt es drei hauptamtliche Magistratsmitglieder: Bürgermeister Christian Vogt (CDU), Erster Stadtrat Daniel Philipp (Grüne), seit 1. Januar 2024 im Amt und Stadtrat Bernhard Köppler (SPD), seit 1. November 2019 im Amt. Nach dem Geschäftsverteilungsplan des Bürgermeisters sind diese drei als Dezernenten jeweils für einen Teil der Ämter und Fachbereiche der Stadtverwaltung zuständig.

### Wappen
| Wappen von Hofheim am Taunus | Blasonierung: „Geteilt und unten von Blau und rot gespalten; oben in Schwarz der wachsende, golden nimbierte hl. Petrus mit silbernem Ober- und blauen Untergewand, in der Rechten ein goldenes Buch, in der Linken ein goldener Schlüssel; unten vorne ein rot bewehrter goldener Löwe zwischen goldenen Schindeln, hinten ein sechsspeichiges silbernes Rad.“    |
| Wappen von Hofheim am Taunus | Wappenbegründung: Das Wappen ist seit 1907 amtlich gebilligt und wurde 1920 offiziell verliehen. Es entspricht älteren Gerichtssiegeln, deren ältestes nach der Stadtrechtsverleihung von 1352 datiert. Als seinerzeitige zeitweilige Ortsherren werden Mainz mit dem Mainzer Rad und Erzbischof Gerlach als Graf aus dem Haus Nassau mit dem Löwen repräsentiert. |

### Städtepartnerschaften
- Chinon, Frankreich, seit 1967
- Tiverton, England, seit 1980
- Buccino, Italien, seit 2008
- Pruszcz Gdański, Polen, seit 2012

## Kultur und Sehenswürdigkeiten

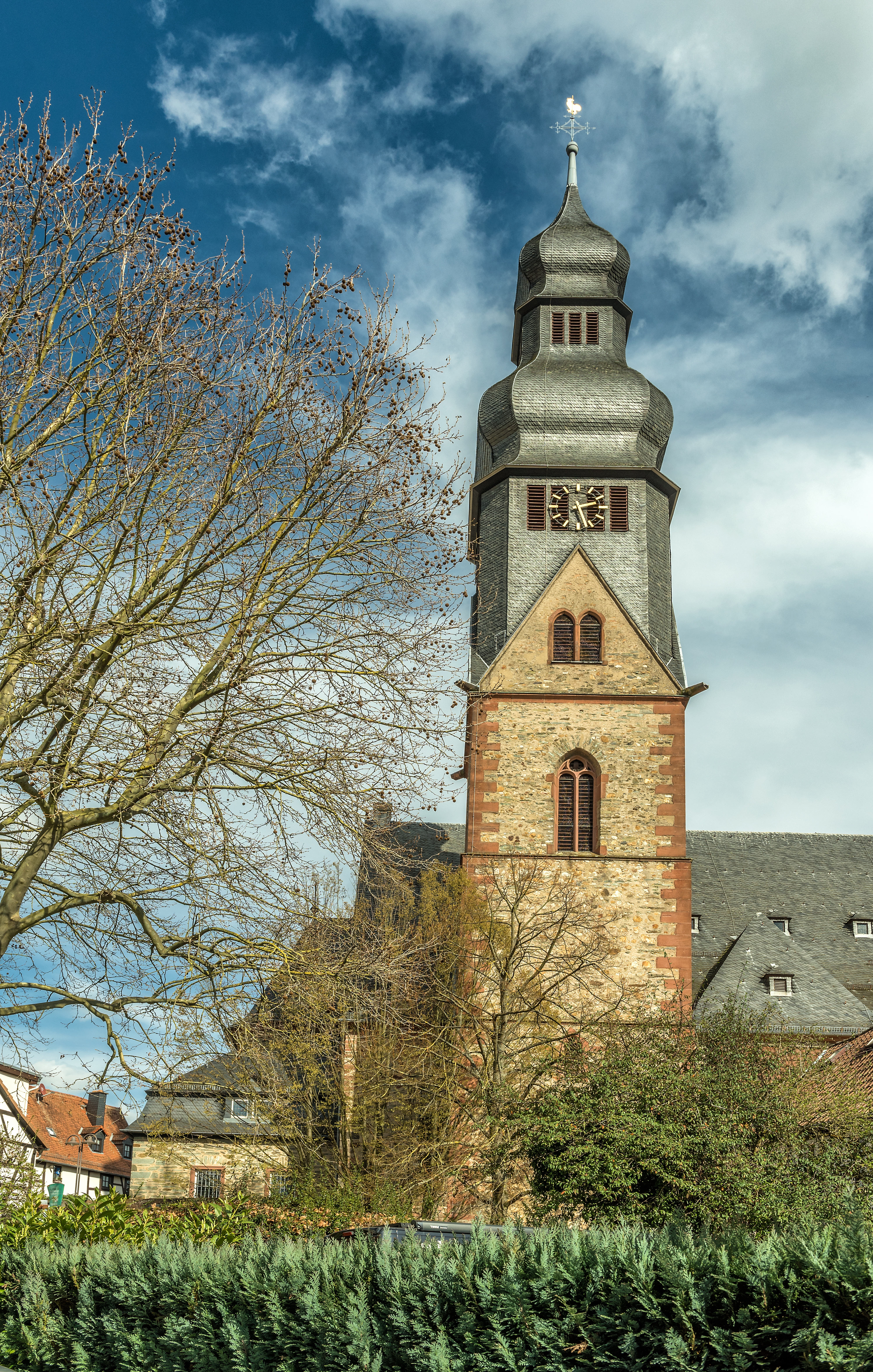
Die katholische Pfarrkirche St. Peter und Paul

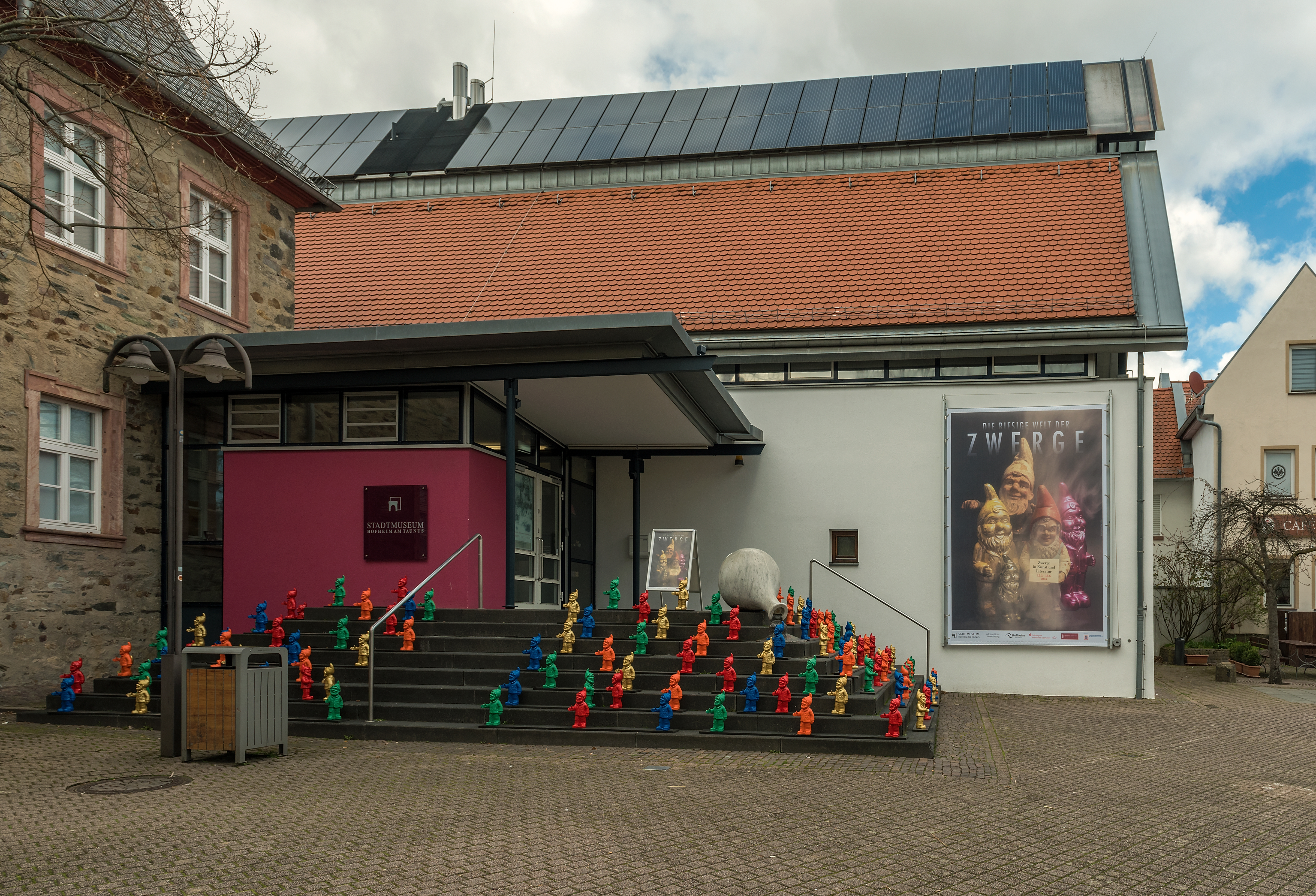
Stadtmuseum Hofheim am Taunus

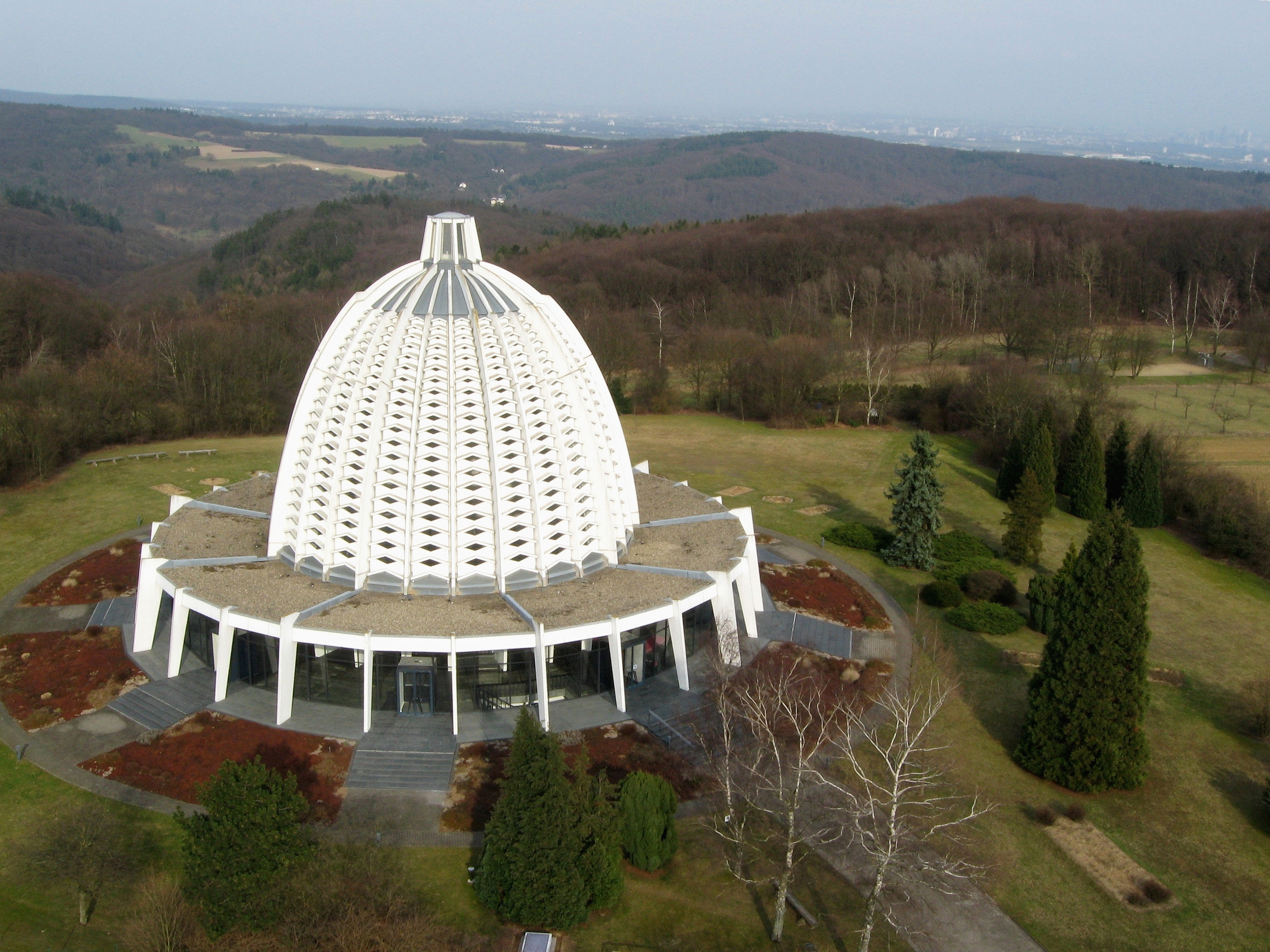
Europäischer Bahai-Tempel in Hofheim am Taunus im Stadtteil Langenhain

### Bauwerke
- Altes Rathaus von 1529
- Stadtmauer und Untertor
- Wasserschloss Hofheim (Kellereiplatz)
- Kellereigebäude von 1720
- Hexenturm
- Stadtmuseum Hofheim am Taunus (Burgstraße 11)
- Blaues Haus, Kapellenstraße 11, Arbeitsdomizil vieler namhafter Künstler
- Altstadt mit vielen Fachwerkhäusern
- Historische Keller in der Altstadt, teilweise aus der Zeit vor dem Dreißigjährigen Krieg
- kath. Kirche St. Peter und Paul von 1642
- ev. Johanneskirche, 1900 von Architekt Ludwig Hofmann
- Ringwall Kapellenberg
- Meisterturm von 1928 (auf dem Kapellenberg)
- Cohausen-Tempel von 1910
- Maria auf dem Berg: Wallfahrtskapelle von 1772[46]
- Bahai-Tempel von 1964 im Stadtteil Langenhain, seit 1987 hessisches Kulturdenkmal, der einzige Tempel der Bahai in Europa
- Wandersmann-Denkmal im Stadtteil Wallau
- Sternwarte Hofheim (Eppsteiner Straße im Stadtteil Langenhain)

### Sport- und Vereinsleben
Die SG Wallau/Massenheim war ein Handball-Sportverein, welcher im Hofheimer Ortsteil Wallau ansässig war. Die Spielvereinigung war lange Zeit in der Handball-Bundesliga vertreten. Mittlerweile spielt das Team als HSG Breckenheim Wallau/Massenheim in der Bezirksliga.
Der Schachverein 1920 Hofheim hat eine 28-jährige Bundesligatradition und spielt mit seiner ersten Mannschaft in der Saison 2017/18 in der 1. Bundesliga. Die Frauenmannschaft spielt ebenfalls seit 1999 ununterbrochen in der Bundesliga, in der Saison 2017/18 sogar in der 1. Frauen-Bundesliga.
Motorsport wird in Hofheim seit 1958 durch den MSC Diedenbergen betrieben. Die Speedwaymannschaft war mehrmals Deutscher Meister und brachte aus ihren Reihen mehrere Europameister und Weltmeister hervor, so zum Beispiel Gerd Riss und Egon Müller.
Die Basketball-Damenmannschaft des TV Hofheim spielte bis 2008 in der 2. Bundesliga Süd. Seit der Saison 2008/09 tritt die erste Mannschaft gemeinsam mit dem TV Langen in einer Spielgemeinschaft, den Rhein-Main Baskets, an. Dieser glückte gleich im ersten Spieljahr der Aufstieg in die 1. Damen-Basketball-Bundesliga.
Die Tischtennisabteilung der SG Wildsachsen spielt in der Saison 2009/2010 mit drei Herrenmannschaften in der Verbandsliga, Kreisliga und Kreisklasse.
Der Blasmusik in traditioneller, moderner und konzertanter Form wird seit 1962 beim Musikzug Wallau gefrönt.
Seit 1966 besteht der Kunstverein Hofheim.
Im Jahre 1984 wurde der Hofheimer Fastnachtszug e. V. als eigenständiger Verein aus der KG1900 ausgegründet. Die Aufgabe des Vereins ist die Ausrichtung des Fastnachtsumzuges in der Stadt Hofheim, der im zweijährigen Rhythmus stattfindet.

### Regelmäßige Veranstaltungen
- Das traditionell jährlich am 1. Mai stattfindende Radrennen Rund um den Finanzplatz Eschborn-Frankfurt führte sehr häufig durch Hofheim.
- Im Mai/Juni finden die Internationalen Musiktage Hessen Main-Taunus Hofheim statt und ziehen internationale Gäste an. Daneben wird der künstlerische Wettbewerb um den von Alois Kottmann gestifteten Alois-Kottmann-Preis durchgeführt.
- Jeden Sommer finden in der Innenstadt der Kreisstadtsommer, der Kreisstadtlauf, das Sommerscheinfestival und im Stadtteil Langenhain das Bahai-Sommerfest statt.
- Seit 1996 findet jeweils zum Ende der Sommerferien das Sommerschein-Festival auf dem Areal des Sportpark Heide im Stadtteil Marxheim statt.
- Im September findet jedes Jahr die Baumesse Hofheim unter dem Motto „Bauen Wohnen Renovieren Energiesparen“ im Messecenter Rhein-Main statt.[50]
- Der Hofheimer Gallusmarkt, ein Krammarkt mit Vergnügungsbereich, findet jedes Jahr im Oktober nach dem Gallustag statt.

## Wirtschaft und Infrastruktur
Im Jahr 2020 verfügte die Stadt Hofheim am Taunus über einen weit überdurchschnittlichen Kaufkraftindex von 135,4 des Bundesdurchschnitts.

### Wirtschaftsstruktur

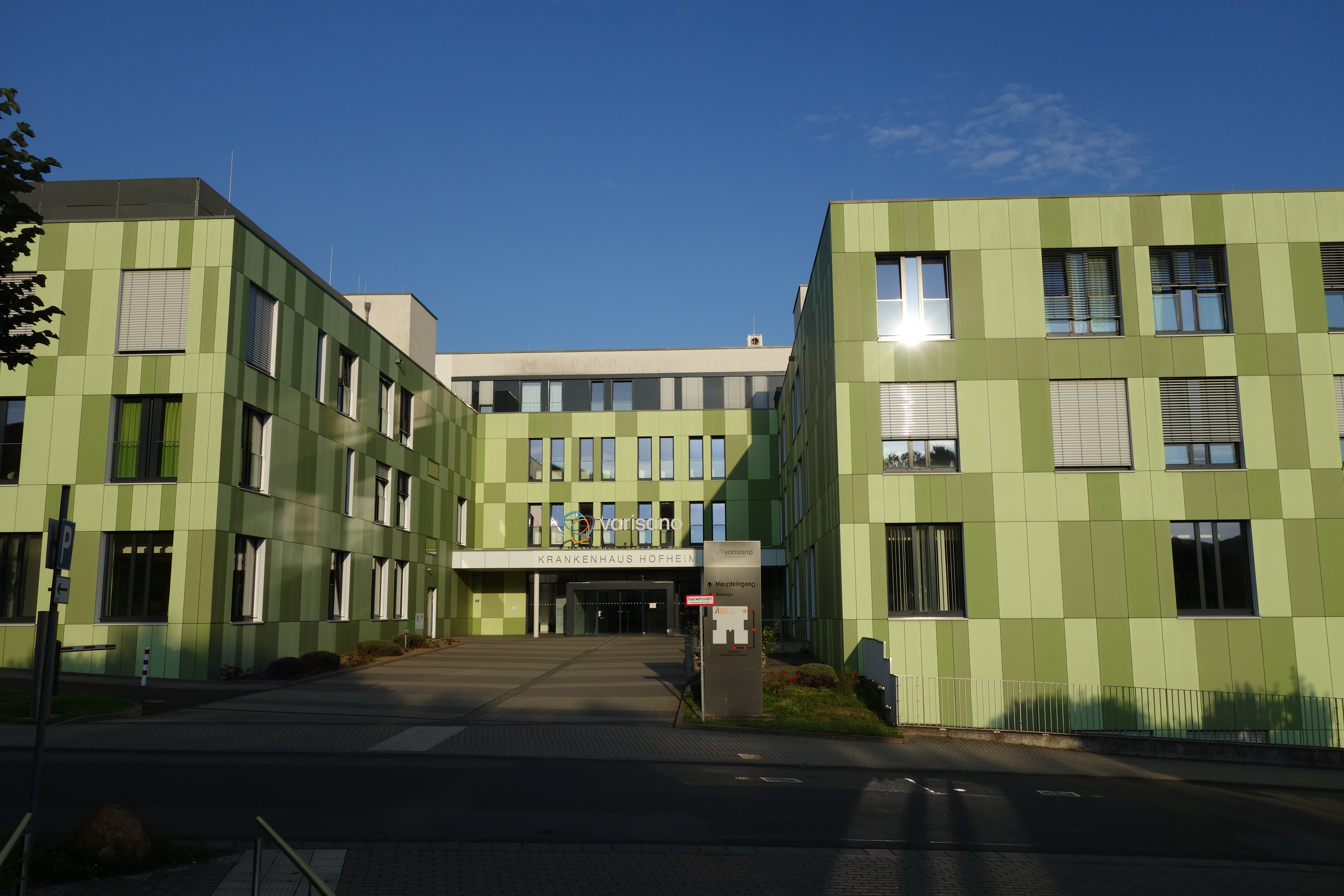
Krankenhaus Hofheim

Wirtschaftliche Schwerpunkte Hofheims sind die Gewerbegebiete Hofheim-Wallau und Hofheim-Nord. Einige in der Stadt ansässige Betriebe haben herausragende Bedeutung:
- IKEA Deutschland in Hofheim-Wallau (Deutschlandzentrale)
- Rhein-Main-Verkehrsverbund (RMV)
- Polar-Mohr, Maschinenbauunternehmen für Druckverarbeitungsgeräte
- das Kreiskrankenhaus als Teil der Kliniken des Main-Taunus-Kreises

### Einzelhandel

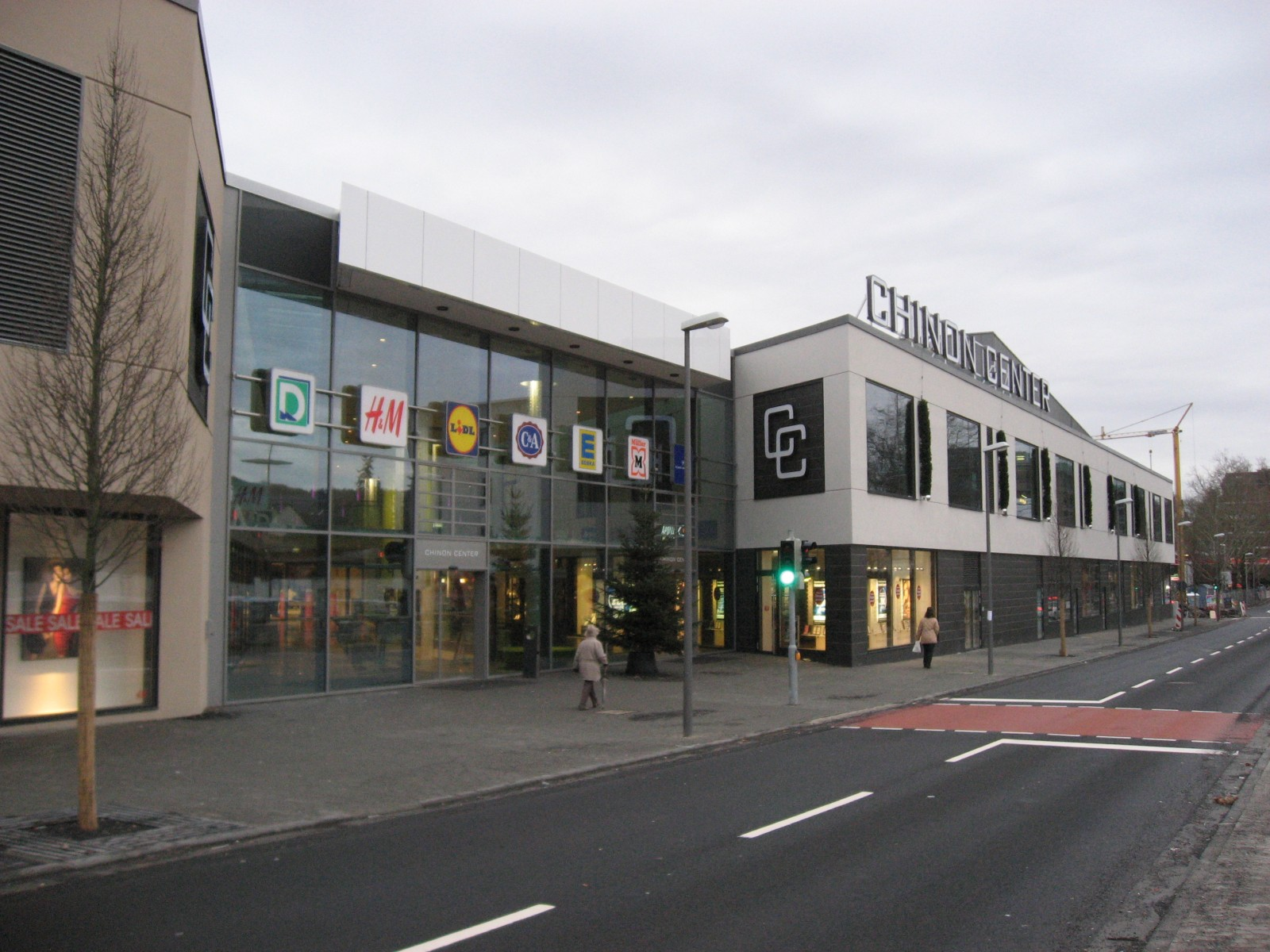
Einkaufspassage Chinon Center

Auf Hofheimer Gemarkung befindet sich in Wallau das Einrichtungshaus IKEA.
Seit Herbst 2010 wird die Einzelhandelslandschaft der Hofheimer Innenstadt durch die überdachte Einkaufspassage Chinon-Center, mit ca. 20 Einzelhandelsgeschäften und einem Kino auf drei Etagen erweitert.

### Verkehr

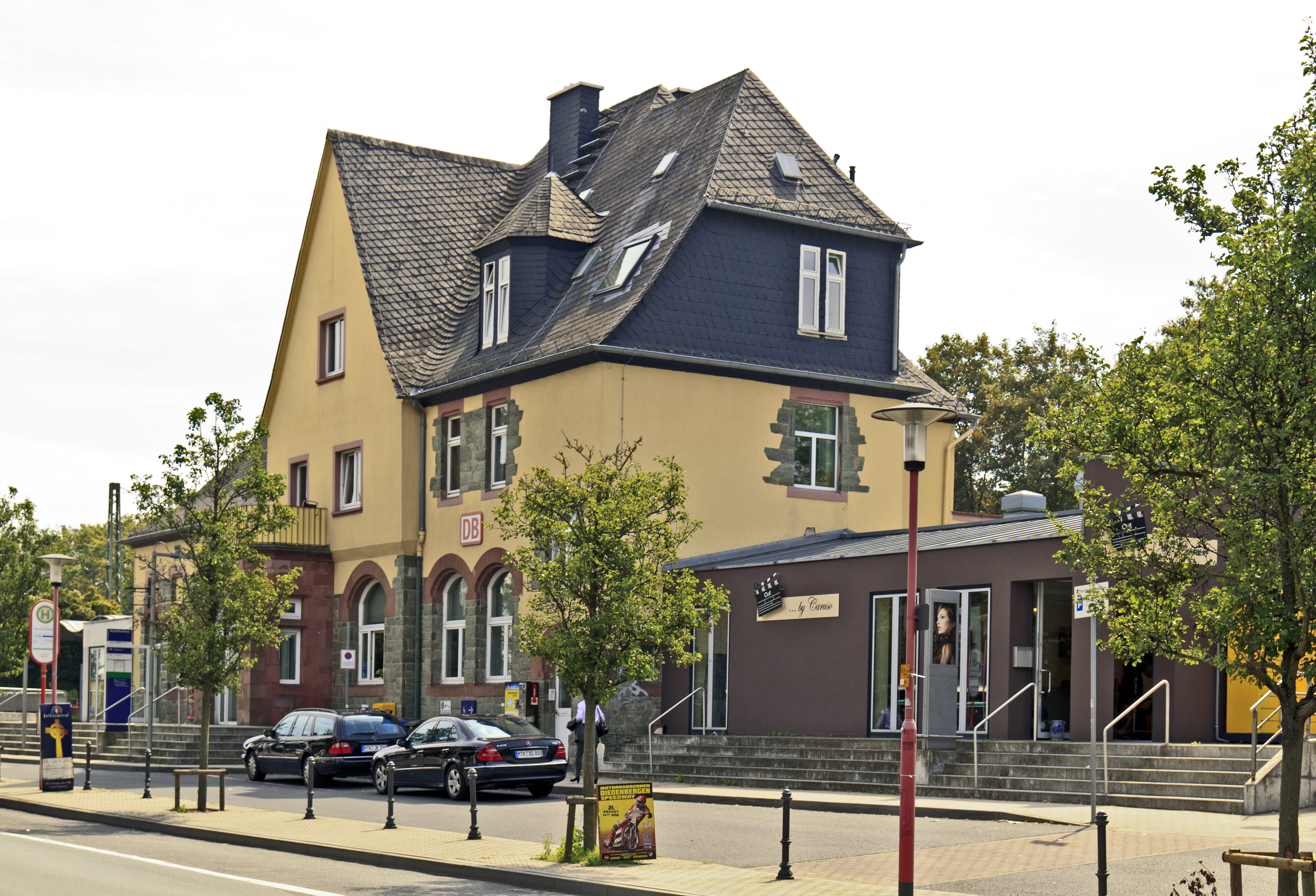
Bahnhof in Hofheim

Hofheim mit seinen Stadtteilen liegt entlang der Autobahn A 66 und ist über fünf Auffahrten erschlossen. Außerdem liegen die Ortsteile Diedenbergen, Wallau und Wildsachsen noch an der A 3 zwischen Köln und Würzburg.
Für den öffentlichen Personennahverkehr bestehen an den beiden Bahnhöfen Hofheim (Taunus) und Lorsbach an der Main-Lahn-Bahn eine direkte S-Bahn-Anbindung (Linie S2) in Richtung Niedernhausen sowie über Frankfurt am Main nach Dietzenbach. Ebenfalls hält die Regionalbahn RB 22 und der Regional-Express RE 20 auf der Linie Limburg an der Lahn–Frankfurt am Main am Hofheimer Bahnhof. Somit sind in den Hauptverkehrszeiten sieben Fahrten pro Stunde und Richtung zwischen Hofheim und Frankfurt möglich. Die Stadtteile von Hofheim sowie die angrenzenden Gemeinden sind durch zahlreiche Omnibusverbindungen und das Anrufsammeltaxi erreichbar. Nach 19 Uhr, Samstag ab 15 Uhr und Sonntag ab 10 Uhr verkehren innerhalb der Gemeinde die per App bestellbaren On-Demand-Shuttle Colibri bis in die Nacht. Auch in die Landeshauptstadt Wiesbaden bestehen zwei direkte (X26 und 262), tagsüber zusammen dreimal pro Stunde verkehrende Omnibusverbindungen. Zum Flughafen Frankfurt fährt halbstündlich der X17.
Das Gemeindegebiet wird darüber hinaus durch die Tunnel Wandersmann Nord und Wandersmann Süd der Schnellfahrstrecke Köln–Rhein/Main unterquert.

### Bildung

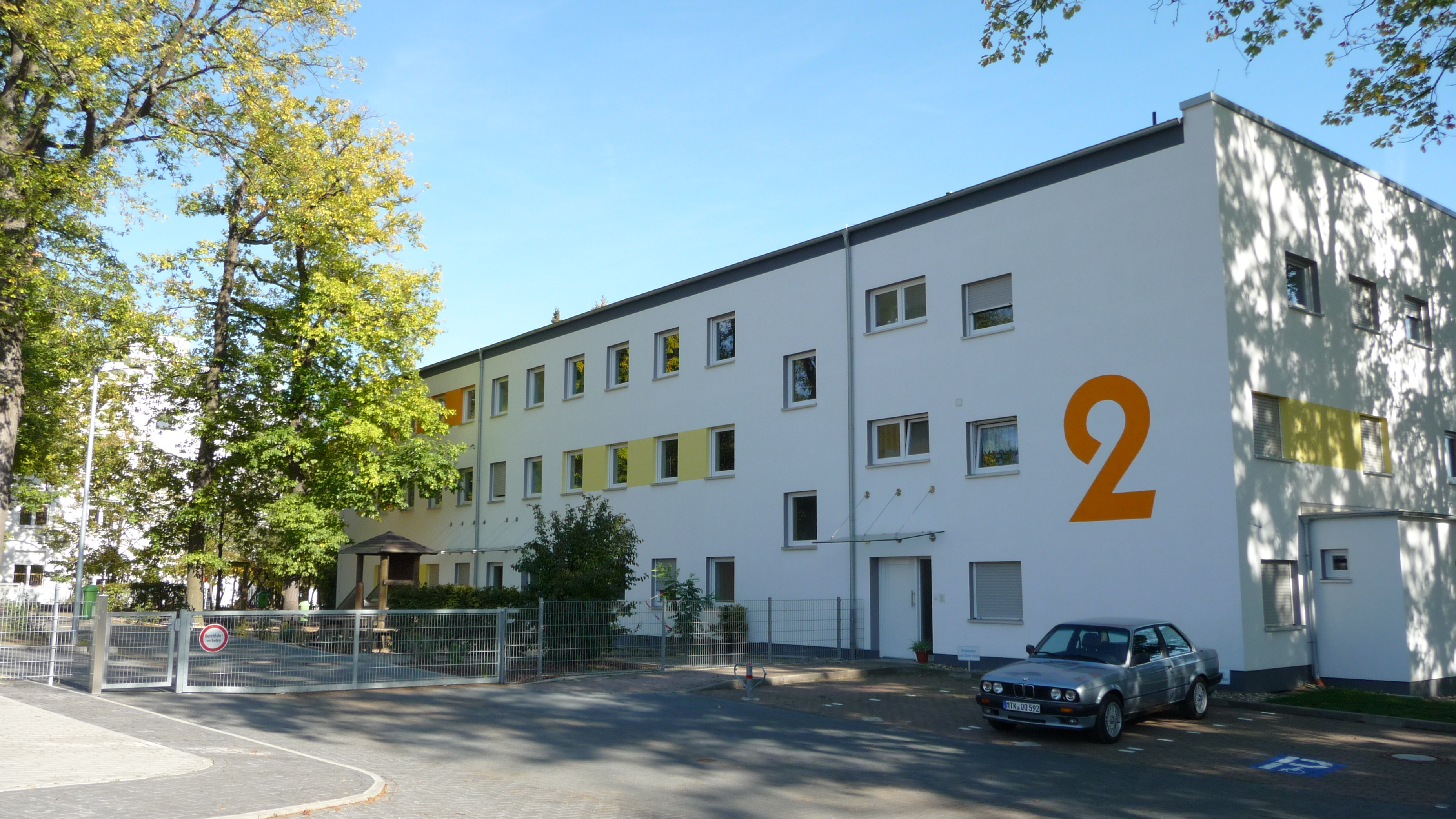
Montessori-Zentrum Hofheim (Stadtteil Marxheim)

In Hofheim gibt es eine Vielzahl von Grund- sowie weiterführenden Schulen:
- Marxheimer Schule (Grundschule, Marxheim)
- Lorsbacher Schule (Grundschule, Lorsbach)
- Pestalozzischule (Grundschule)
- Philipp-Keim-Schule (Grundschule, Diedenbergen)
- Steinbergschule (Grundschule)
- Taunusblickschule (Grundschule, Wallau)
- Wilhelm-Busch-Schule (Grundschule, Langenhain)
- Heiligenstockschule (Grundschule mit Förderstufe)
- Montessori-Zentrum Hofheim (private Grundschule, sowie private integrierte Gesamtschule mit gymnasialer Oberstufe inklusive des Montessori-Nestes für Altersgruppen von 11 Monaten bis 3 Jahren)
- Gesamtschule Am Rosenberg (kooperative Gesamtschule mit Ganztagsschule)
- Friedrich-von-Bodelschwingh-Schule (Schule für Sonderpädagogik)
- Elisabethenschule (private Realschule)
- Brühlwiesenschule (berufliche Schule; berufliches Gymnasium, Fachoberschule, Berufsfachschule)
- Main-Taunus-Schule (Gymnasium)

Neben den oben aufgeführten Bildungseinrichtungen beherbergt die Kreisstadt Hofheim am Taunus eine Volkshochschule, eine Stadtbücherei und ein Stadtmuseum.

## Persönlichkeiten

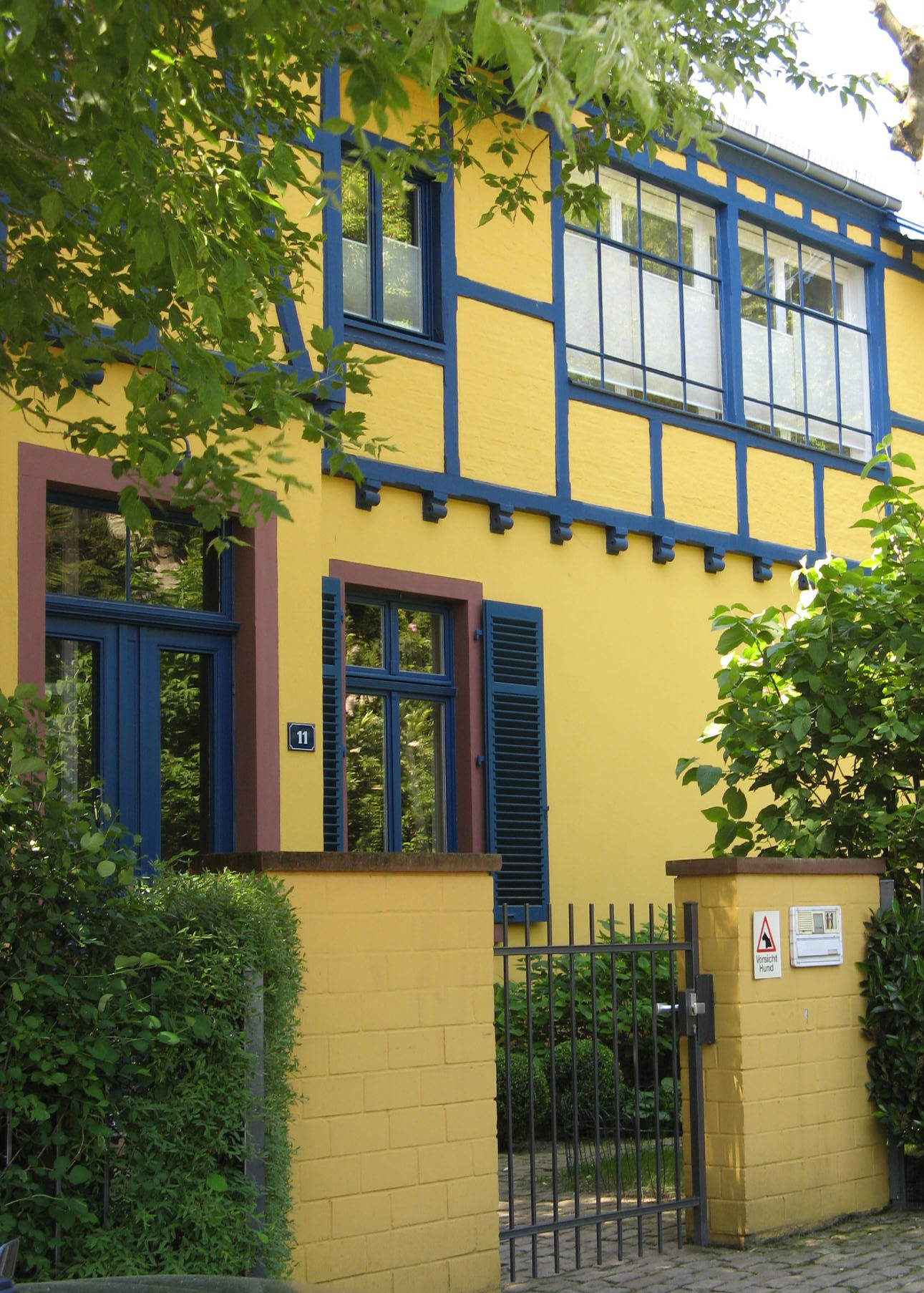
Das Blaue Haus von Hanna Bekker vom Rath in der Kapellenstraße

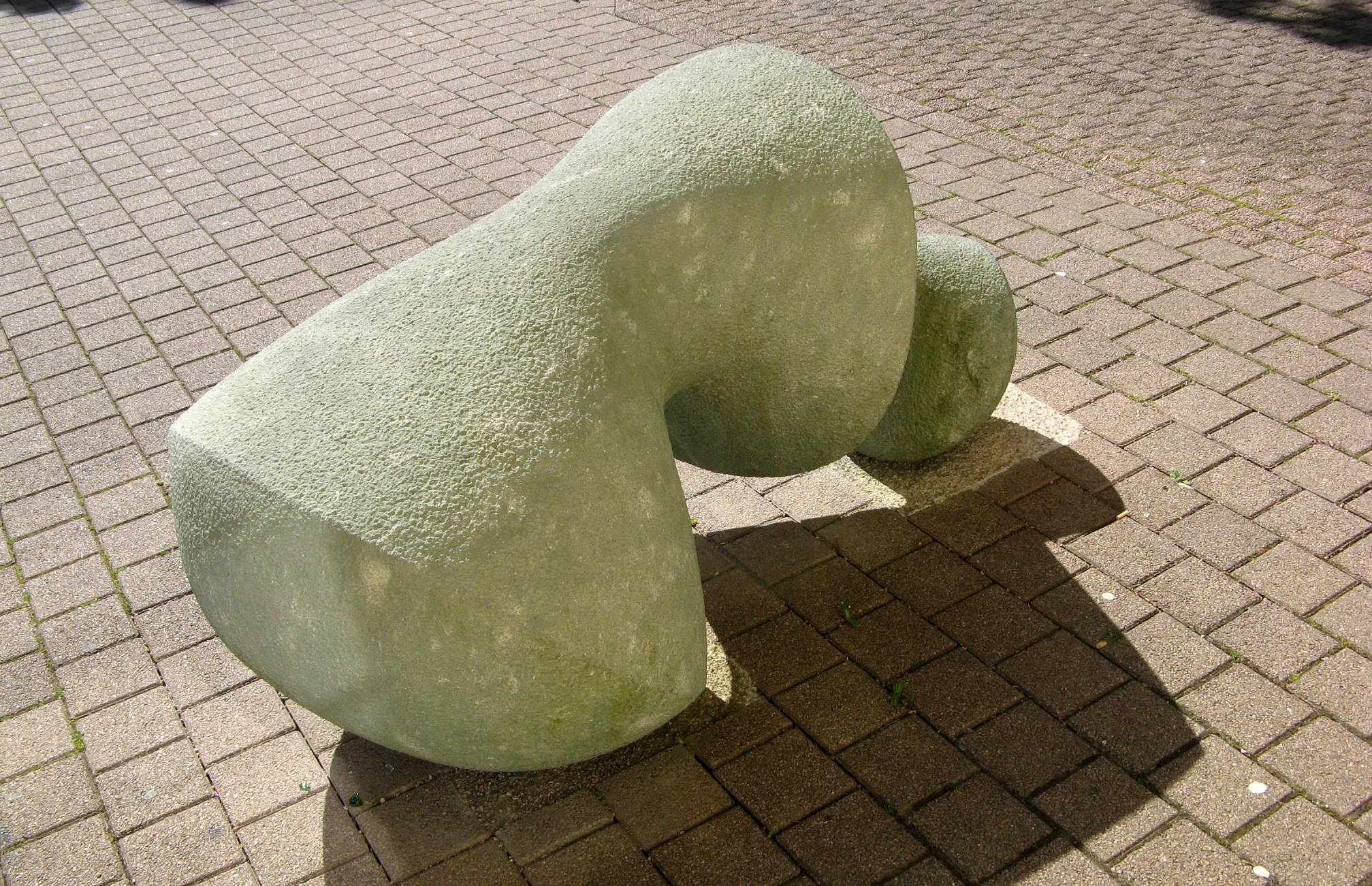
Emanuela Camacci – Towards, Anröchter Kalkstein grün, 2013 auf dem Kellereiplatz aufgestellt

### Söhne und Töchter der Stadt
- Anna Glitzen (* um 1541, † unbekannt) aus Hofheim, Schwiegermutter des Pfarrers aus Weilbach, wurde 1601 wegen angeblicher Hexerei angeklagt, im Hexenturm in Hofheim inhaftiert und mehrfach gefoltert, aber sie gestand nicht. Schließlich wurde sie aus der Haft entlassen.
- Matthäus Heilmann (1744–1817), kurmainzischer Orgel- und Instrumentenbauer
- Joseph Weiler (1791–1867), Mitglied des Nassauischen Landtags
- Adam Faust (1840–1908), Landwirt und Abgeordneter des Provinziallandtages der Provinz Hessen-Nassau
- Adolf Messer (1878–1954), Erfinder und Industrieller
- Hermann Gerhard Krupp (* 1926 in Hofheim, † 2019), Kunstmaler, Pianist, Komponist und Galerist[54]
- Berthold Faust (1935–2016), wissenschaftlicher Tierillustrator und Autor
- Wolfgang Kaus (1935–2018), Regisseur und Schauspieler
- Hans-Albert Walter (1935–2016), Literaturwissenschaftler
- Ursula Summ (* 1947), Autorin
- Hans Georg Faust (* 1948), Politiker (CDU), Mitglied des Deutschen Bundestages (1998–2009)
- Alexander Steinmann, Maschinenbauingenieur und Professor
- Bernd Wolf (1953–2010), Maler
- Annette Mehlhorn (* 1958), Theologin, Hochschuldozentin und Theaterpädagogin
- Michael Hasel (* 1959), Flötist und Dirigent
- Monika Böhm (* 1960), Rechtswissenschaftlerin, Hochschullehrerin
- Jürgen Hardt (* 1963), Politiker (CDU), Mitglied des Deutschen Bundestages
- Constanze Wagner (* 1963), Leichtathletin
- Ruth Ziesak (* 1963), Sängerin (Sopran)
- Markolf Niemz (* 1964), Biophysiker und Autor
- Stefan Müller (* 1966), römisch-katholischer Priester
- Helge Steinmann, Künstlername Bomber One (* 1969), Graffiti-Künstler, Illustrator
- Martin Kowalewski (* 1970), Fußballspieler und Sportfunktionär
- Oli Bott (* 1974), Jazz-Vibraphonist, -Orchesterleiter und -Komponist

### Persönlichkeiten mit Bezug zu Hofheim
- Philipp Keim (1804–1884) aus Hofheim-Diedenbergen, nassauischer Dichter und Zeitungssänger
- Elisabeth Winterhalter (1856–1952), erste deutsche Chirurgin
- Ottilie Roederstein (1859–1937), Malerin
- Richard Zorn (1860–1945), Heimatforscher und Pomologe
- Sophie Reinheimer (1874–1935), Kinder- und Jugendliteraturschriftstellerin
- Paul Bekker (1882–1937), Dirigent, Intendant und einflussreicher Musikkritiker
- Ludwig Meidner (1884–1966), expressionistischer Maler und Dichter, lebte von 1953 bis 1963 in Marxheim
- Anton Flettner (1885–1961), Erfinder, Lehrer an der Lorsbacher Schule von 1909 bis 1913
- Hanna Bekker vom Rath (1893–1983), Mäzenin, Sammlerin, Kunsthändlerin
- Heinrich Weiss (1893–1966), Landtagsabgeordneter der SPD von 1946 bis 1966, Mitglied der Verfassungsberatenden Landesversammlung, mehrmaliges Mitglied der Bundesversammlung und Träger des Großen Bundesverdienstkreuzes
- Siegfried Shalom Sebba (1897–1975), Maler und Bildhauer, lebte von 1968 bis 1975 in Hofheim am Taunus
- Ernst Wilhelm Nay (1902–1968), deutscher Maler und Grafiker der klassischen Moderne, lebte von 1945 bis 1952 in Hofheim am Taunus
- Hanns Großmann (1912–1999), deutscher Jurist, 1963 Ankläger im 1. Frankfurter Auschwitz-Prozess
- Marta Hoepffner (1912–2000), Fotokünstlerin und Namensgeberin des Marta Hoepffner Preises für Fotografie
- Reinhard Dachlauer (1922–1995), Bildhauer und bedeutender Tierplastiker, verbrachte Kindheit und Jugend in Hofheim am Taunus
- Hermann Haindl (1927–2013), Künstler
- Ev Grüger (1928–2017), deutsche Künstlerin
- Karl Malkmus (1929–1997), Künstler, Maler
- Alois Kottmann (1929–2021), Geiger, Musikpädagoge, Mäzen
- Friedrich Landwehrmann (1934–2013), Soziologe, Lehrstuhlinhaber in Mainz, wohnte in Hofheim
- Ingrid Hornef (* 1940), Bildhauerin, Installationskünstlerin, Kuratorin und Malerin
- Manfred Schell (* 1943), 1989 bis Mai 2008 Bundesvorsitzender der Gewerkschaft Deutscher Lokomotivführer (GDL)
- Thilo Götze Regenbogen (1949–2015), Künstler
- Oskar Mahler (* 1952) Künstler und Schauspieler, verbrachte Jugend in Hofheim, leitete drei Jahre die Jugendgruppe des Kunstvereins Hofheim e. V.[55]
- Dirk Metz (* 1957),  Staatssekretär a. D. und ehemaliger Sprecher der Hessischen Landesregierung
- Axel Wintermeyer (* 1960), Landtagsabgeordneter (CDU), Staatsminister
- Christian Schneider (* 1962), Musiker, Arrangeur, Komponist und Musikproduzent
- Nele Neuhaus (* 1967 in Münster), Schriftstellerin, deren Krimis vorwiegend im Taunus spielen
- Alexander Schur (* 1971), Fußballspieler (Eintracht Frankfurt)
- Anna Lührmann (* 1983), Politikerin (Grüne),  Bundestagsabgeordnete
- Maurice Wiese (* 1995 in Diedenbergen), erster Slackline-Weltmeister

### Schultheißen
- 1325: M. Seelig
- 1369: Schultheiß Hug
- 1387–1389: Ulyn, HStAW 106–127
- 1401: Henne Hademar
- 1401–1412: Emmerich Gerume, HStAW 106–169
- 1432: Alban von Riffersberg
- 1433–1435: Schmidt (Peder Smydt)
- 1436: Heinrich Wolff (henne)
- 1438: Ludeshen
- 1440: Heinrich Wolff
- 1444: Heinrich Hoxstaid
- 1451: Herman Pastor
- 1451–1453: Herman Snyder, Hofh. Gerichtsbuch II. S. 237 …
- 1456–1460: Peder Kaldebach, Hofh. Gerichtsbuch II. S. 263 …
- 1463–1477: Matthias Heyer, Hofh. Gerichtsbuch II. S. 350 …
- 1479–1489: Herman Spar
- 1489–1491: Hen Pieffer
- 1528–1541: Philipp Spar
- 1560–1608: Hieronymus Mergeler, HStAW 106–455
- 1610–1656: Hans Caspar Mergeler, HStAW 106–471
- 1657–1685: Johann Traudt (Trauth), † 8. Oktober 1691
- 1685–1695: Andreas Weppener, † 18. April 1719
- 1696–1723: Martin Kirsten, † auswärts um 1725
- 1723–1731: Andreas Ixstatt, † 24. März 1731
- 1732–1782: Anselm Franz Aull, † 24. August 1782
- 1783–1802: Andreas Weigand, † 17. Juni 1804
- 1804–1807: Nikolaus Westenberger, † 16. Februar 1809
- 1807–1809: Leonhard Kunz, † 4. Oktober 1809
- 1812–1813: Johann Kunz, † 9. Februar 1813
- 1813–1815: Baltharsar Filzinger, † 8. Mai 1826
- 1817–1831: Johann Seelig, † 18. Mai 1861
- 1832–1835: Stadtverwalter Everhardi
- 1836–1848: Heinrich Josef Wohmann, † 1. Mai 1856
- 1848–1868: Valerius Wollstadt, † 8. Juni 1870

### Bürgermeister
- 1868–1884: Johann Josef Kling, † 14. Dezember 1884
- 1885–1891: Johann Baptist Hohfeld, † 10. April 1899
- 1892–1919: Heinrich Heß, † 9. Dezember 1935
- 1919–1920: Martin Wohmann, stellv. Bürgermeister
- 1920–1942: Oskar Meyrer, † 1. August 1942
- 1942 – März 1945: Georg Kaufmann, stellv. Bürgermeister
- April 1945 – Mai 1945: Willi Oberst, Kommissar. Bürgermeister
- Mai 1945 – Juni 1948: Eduard Schullenberg
- 1948–1950: Ernst Nilges, suspendiert am 5. Oktober 1950
- 1950–1953: Jos. Landler + Ad. Stang, stellv. Bürgermeister (Beigeordnete)
- 1. September 1953 – 30. April 1973: Werner Schwichtenberg
- 1. Mai 1973 – 3. Juli 1989: Friedrich Flaccus, † 31. Juli 2013
- 13. September 1989–12. September 2001: Rolf Felix, † 20. August 2013
- 13. September 2001–12. September 2019: Gisela Stang
- seit 13. September 2019: Christian Vogt